# Stadtbahn Karlsruhe
Die Stadtbahn Karlsruhe ist eine regelspurige Zweisystem-Stadtbahn in Karlsruhe und Umgebung. Das Verkehrssystem kombiniert innerstädtische Straßenbahnstrecken mit Eisenbahnstrecken im Umland, erschließt damit das gesamte Gebiet des Verbandes Region Karlsruhe und stellt Verbindungen in Nachbarregionen her.
Die Karlsruher Stadtbahn kombiniert die Idee einer leistungsfähigen innerstädtischen Straßenbahn mit einer S-Bahn-artigen Erschließung der Region und überwindet die Systemgrenze zwischen Straßenbahn einerseits und Eisenbahn andererseits. Als Logo wird ausschließlich das grün-weiße S-Bahn-Signet verwendet, der Begriff „S-Bahn“ jedoch nur selten benutzt.
Die Idee, Straßen- und Eisenbahnstrecken miteinander zu verknüpfen, um einen attraktiven Stadt-Umland-Verkehr anbieten zu können, wurde in Karlsruhe schrittweise in den 1980er und 1990er Jahren umgesetzt. Diese als Karlsruher Modell bezeichnete Idee wurde inzwischen auch in anderen europäischen Städten umgesetzt.
Der Betrieb der Karlsruher Stadtbahn erfolgt in Kooperation zwischen der Albtal-Verkehrs-Gesellschaft (AVG) und den Verkehrsbetrieben Karlsruhe (VBK). Bis Juni 2019 war zusätzlich die Deutsche Bahn (DB) beteiligt, auf die der nicht mehr von Stadtbahnen bediente Abschnitt Pforzheim–Bietigheim-Bissingen der S5 konzessioniert war. Hierfür wurden auch vier eigene Fahrzeuge vorgehalten, die im Pool mit den Wagen der AVG und der VBK verkehrten.
Inzwischen ist das Netz der Karlsruher Stadtbahn 663,4 Kilometer lang. Auf ihm werden mehr als 230 Stadtbahnwagen eingesetzt. Die längste Linie (S4) führte von Achern nach Öhringen und benötigte für diese Strecke von etwa 145 Kilometern rund drei Stunden. Sie wurde aber im Dezember 2016 in Karlsruhe gebrochen, um Auswirkungen von Verspätungen zu begrenzen.

## Geschichte

### Ältere Planungen
Ernsthafte Bemühungen seitens der Stadt Karlsruhe zur Schaffung eines Netzes von Klein- und Überlandstraßenbahnen zur Erschließung des Umlandes nach Vorbild der Mannheimer OEG lassen sich bis Anfang des 20. Jahrhunderts zurückverfolgen. Bahnverbindungen gab es schon in der Form der Karlsruher Lokalbahn und der Albtalbahn. Die Karlsruher Lokalbahn führte ihre Meterspurstrecke zwischen Spöck und Durmersheim durch die Stadt, und die Albtalbahn begann am Karlsruher Festplatz. Diese Anstrengungen blieben allerdings bis Mitte des Jahrhunderts aufgrund der schwierigen wirtschaftlichen Verhältnisse ohne dauerhaften Erfolg. Die Stadt hatte aber mit der Straßenbahn Karlsruhe ein erweiterbares Nahverkehrssystem erhalten.

### Umspurung der Albtalbahn und Gründung der Albtal-Verkehrs-Gesellschaft

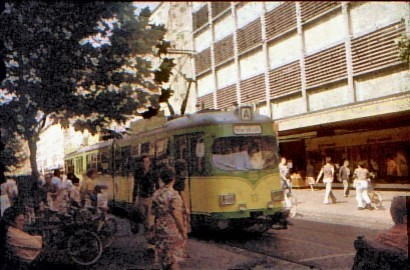
Triebwagen der AVG (1978) in der Karlsruher Innenstadt (historisch)

Am 2. März 1957 wurde der Grundstein für das spätere Stadtbahnnetz gelegt, als ein Vertrag zwischen dem Land Baden-Württemberg, den Städten Karlsruhe und Ettlingen sowie den Landkreisen Karlsruhe und Calw über die Gründung einer Betreibergesellschaft mit dem Ziel der Sanierung der Albtalbahn durch Umbau auf Normalspur und Verbindung mit dem Karlsruher Straßenbahnnetz geschlossen wurde. Daraufhin wurde am 17. April 1957 die Albtal-Verkehrs-Gesellschaft (AVG) als Betreibergesellschaft für die 25,8 Kilometer lange Albtalbahn nach Herrenalb und die davon abzweigende 13,9 Kilometer lange Bahnstrecke Busenbach–Ittersbach gegründet. Ihre Konzession als Eisenbahn hatte die AVG von der Albtalbahn übernommen und gehörte damit zu den Nichtbundeseigenen Eisenbahnen. So unterlag sie auch der Eisenbahn-Bau- und Betriebsordnung.
Da das Straßenbahnnetz in Karlsruhe normalspurig war, wurde die meterspurige Albtalbahn etappenweise auf Normalspur umgebaut und mit dem Stromsystem der Straßenbahn mit 750 Volt Gleichspannung elektrifiziert. Dabei wurde die Albtalbahn am Albtalbahnhof in Karlsruhe mit dem Karlsruher Straßenbahnnetz verbunden. Damit entfiel das bisherige Umsteigen. Am 18. April 1958 begann der Betrieb mit Gelenktriebwagen des Typs GT8-EP der Albtal-Verkehrs-Gesellschaft (AVG) und den Großraumtriebwagen T4-EP der Verkehrsbetriebe Karlsruhe (VBK) zunächst bis nach Rüppurr und ab dem 1. September 1961 schließlich auch mit den Gelenktriebwagen GT6-EP der Verkehrsbetriebe Karlsruhe bis nach Herrenalb. Damit konnten die neuen für die Strecke bestellten Fahrzeuge eine direkte Verbindung zwischen dem südlichen Umland und der Karlsruher Innenstadt herstellen. Auch wurde der Fahrplan verdichtet und die tägliche Betriebszeit ausgeweitet. Die Zahl der Fahrgäste stieg daraufhin auf ein Mehrfaches.
Nachdem die Strecke zwischen Busenbach und Ittersbach zunächst meterspurig in Betrieb geblieben war, wurde am 30. Juni 1966 der Teilabschnitt bis Langensteinbach in Normalspur eröffnet. Zwischen Langensteinbach und Ittersbach wurde eine Buslinie eingerichtet. 1975 wurde auch der restliche Teil bis Ittersbach mit teilweise neuer Streckenführung auf Normalspur umgebaut. Zur Eröffnung dieses Abschnitts wurden vier neue Triebwagen vom Typ GT8-EP (Waggon Union) beschafft. Die sogenannte Ettlinger Seitenbahn zwischen dem Bahnhof Ettlingen Stadt und dem Bahnhof Ettlingen West an der Rheintalbahn wurde 1991 schließlich für Überführungsfahrten ebenfalls elektrifiziert, die Systemwechselstelle befindet sich beim Bahnhof Ettlingen West.

### Vorbereitung für den Einsatz breiterer Wagen und Einführung des Begriffs „Stadtbahn“
1975 begannen die Verkehrsbetriebe Karlsruhe und die Albtal-Verkehrsgesellschaft damit, ihr gemeinsames Netz für den Einsatz von 2,65 Meter breiten Wagen vorzubereiten. Hierzu wurde bei bestehenden Strecken der Gleisabstand erweitert, Neubautrassen waren von Beginn an so ausgebaut. Erster entsprechender Abschnitt war dabei die am 14. November 1975 eröffnete sogenannte Nordbahn zum Haus Bethlehem in der Nordweststadt, den anfangs die Linie 2 bediente. Diese Verbindung wurde bereits 1977 „als Musterbeispiel einer modernen Stadtbahnanlage“ bezeichnet. Zweite modern ausgebaute Strecke war schließlich der erste Abschnitt der damals sogenannten Rheinbahn in die Rheinstrandsiedlung, eröffnet am 18. Oktober 1980. Weiter etabliert wurde der Begriff Stadtbahn schließlich 1983 mit der Inbetriebnahme der ersten Stadtbahnwagen des Typs GT6-80C, die wiederum vom Stadtbahnwagen Typ B der Stadtbahn Rhein-Ruhr bzw. der Stadtbahn Köln abgeleitet war. In Nordrhein-Westfalen wurde der Begriff Stadtbahn bereits in den späten 1960er Jahren eingeführt.

### Weitere Gleichstromstrecken ins Umland

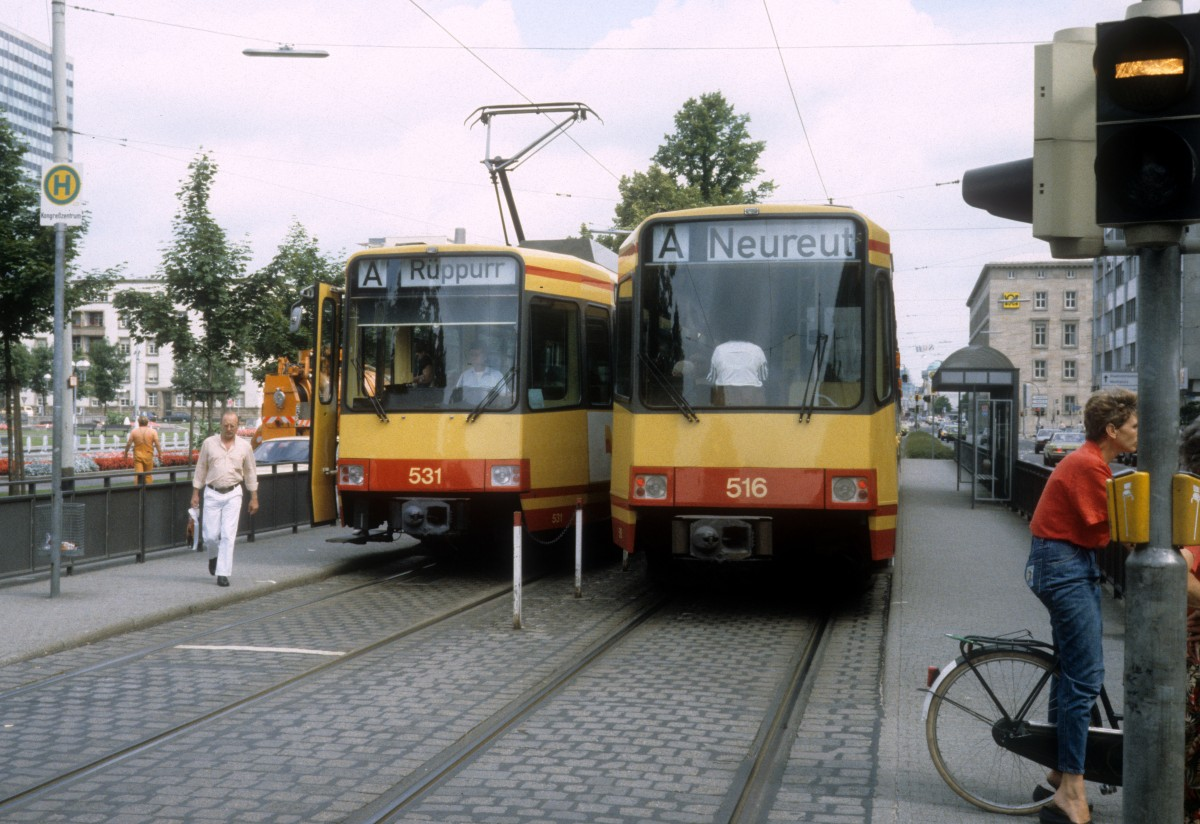
Die Stadtbahnlinie A wurde 1979 nach Neureut verlängert

Durch den Erfolg der Albtalbahn bestärkt betrieb die Stadt Karlsruhe seit den 1960er Jahren Planungen, auch das nördliche Umland anzubinden. Als Ende der 1970er Jahre Verhandlungen mit der Deutschen Bundesbahn über die Mitbenutzung der nur noch im lokalen Güterverkehr genutzten Hardtbahn zum Erfolg führten, konnte nach Bau einer Verbindungsstrecke zwischen dem Straßenbahnnetz und der genannten Eisenbahnstrecke 1979 die Linie A nach Neureut verlängert werden, wobei sich deren Fahrzeuge auf zwei Kilometern Länge die Strecke mit den wenigen verbliebenen Güterzügen teilten. Am 13. Dezember 1986 konnte die Stadtbahn weiter nach Norden bis Leopoldshafen, am 3. Juni 1989 nach Hochstetten sowie am 18. Dezember 1989 zum Forschungszentrum Karlsruhe verlängert werden, wiederum unter Mitbenutzung der vorhandenen Eisenbahngleise (siehe Hardtbahn). Da der verbliebene Güterverkehr mit Diesellokomotiven durchgeführt wurde, verursachte die Elektrifizierung der Strecke mit dem Stromsystem der Straßenbahn keine technischen Schwierigkeiten.
Neben der Linie A entstand zwischen 1989 und 2006 etappenweise durch den Neubau von Strecken in Verlängerung der bestehenden innerstädtischen Straßenbahnlinie 2 im Einzugsgebiet der ehemaligen Lokalbahn die Stadtbahnlinie S2 (Stutensee–Karlsruhe–Rheinstetten). Diese Linie verbindet die nordöstlichen mit den südwestlichen Vororten. Als bauliche Besonderheit weist diese Linie in den Ortskernen von Blankenloch, Forchheim und Mörsch eingleisige Streckenführungen durch die Hauptstraßen der Ortschaften auf. Diese Streckenführung wurde wegen der besseren Erschließungswirkung einer Führung am Ortsrand oder im Tunnel vorgezogen.

### Linie B nach Bretten

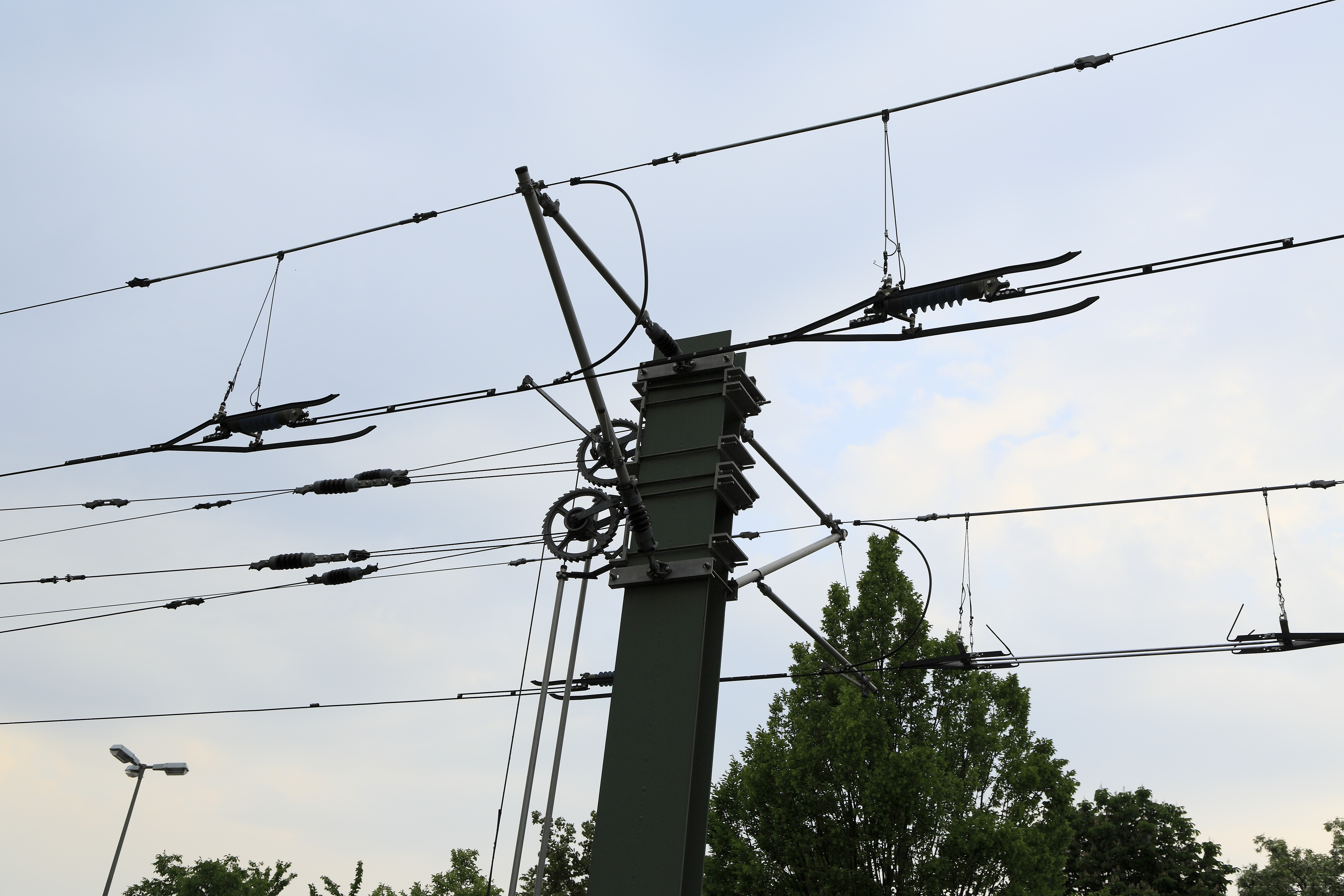
Streckentrenner auf der 15-kV-Seite einer Systemtrennstelle

Während sich die Erschließung der nördlichen und südlichen Nachbargemeinden durch Nutzung der Albtal- und Hardtbahn sowie durch den Neubau von Stadtbahnstrecken realisieren ließ, bestand eine solche Möglichkeit für die westlichen und östlichen Vororte nicht. Daher wurde eine Mitbenutzung der bestehenden DB-Strecken erwogen, die jedoch – zumindest in Teilabschnitten – bereits mit Wechselstrom elektrifiziert waren.
1985 ergab eine durch das Bundesministerium für Forschung geförderte Studie, dass das Karlsruher Straßenbahnnetz an einigen Stellen ohne großen baulichen und finanziellen Aufwand mit dem Netz der Deutschen Bundesbahn verbunden werden konnte. Dazu waren jedoch geeignete Fahrzeuge erforderlich, die sowohl mit der bei der Straßenbahn in Karlsruhe verwendeten Gleichspannung von 750 Volt als auch mit den bei der DB üblichen 15 000 Volt Wechselspannung verkehren konnten.
Da derartige Fahrzeuge damals nicht existierten, entschied man sich, in einen GT6-80C provisorisch einen Transformator mit Gleichrichter und Glättungsdrossel in den Fahrgastraum einzubauen. Gleichzeitig wurde die Verbindungsstrecke zwischen dem Betriebshof West der Verkehrsbetriebe Karlsruhe und der Bahnstrecke Winden–Karlsruhe elektrifiziert und eine Systemtrennstelle eingerichtet. Daraufhin konnte der Stadtbahnwagen 501 am 5. September 1986 den Betriebshof West verlassen und in wenigen Wochen auf Bundesbahngleisen über 1000 Kilometer zurücklegen. Weitere Versuche wurden mit einem alternativen Antrieb aus neu entwickelten Akkumulatoren mit dem Vorderteil (A-Teil) des Straßenbahntriebwagens 151, das zu einem vierachsigen Batteriebeiwagen umgebaut wurde, zwischen 1987 und 1990 durchgeführt. Diese wurden aber zugunsten der Zweisystemtechnik nicht zur Serienreife entwickelt.

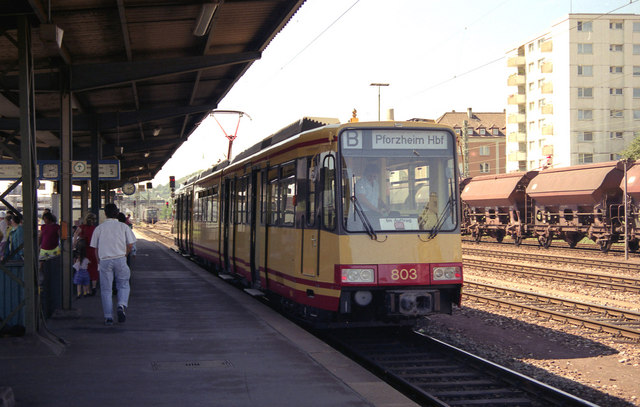
Stadtbahnlinie B im Vorlaufbetrieb im Pforzheimer Hauptbahnhof, hinter der Frontscheibe der Hinweis „Im Auftrag der Deutschen Bundesbahn“

Aufgrund der mit dem Wagen 501 gesammelten Erkenntnisse entwickelte DUEWAG in Zusammenarbeit mit ABB Henschel die Zweisystem-Stadtbahnwagen GT8-100C/2S und lieferte sie ab 1991 aus. Nach Entwicklung dieser Stadtbahnwagen, die sowohl mit dem Stromsystem der Straßenbahn als auch dem der Eisenbahn betrieben, Weichen mit Leit- und Rillenweiten nach Straßen- und Eisenbahnnormen befahren können, die sowohl den Vorschriften der BOStrab als auch der EBO genügen, wurde aufgrund des sehr starken Pendlerverkehrs als erstes die Verbindung Karlsruhe–Wörth geplant. Da die Deutsche Bundesbahn dies jedoch wegen der bereits starken Auslastung der Strecke nicht zuließ, konnte stattdessen nach langwierigen Verhandlungen mit der DB eine Mitbenutzung der Eisenbahnstrecke Karlsruhe–Bretten durch die Karlsruher Stadtbahn vereinbart werden, lange bevor mit der Bahnreform der freie Zugang zur Eisenbahninfrastruktur gesetzlich verankert wurde. Da die neuen Fahrzeuge bereits 1991 geliefert wurden und die Strecke nach Bretten noch nicht fertig war, fuhren sie ein Jahr lang im Vorlaufbetrieb und als Linie B beschildert im Auftrag der DB als Nahverkehrszüge zwischen Karlsruhe Hbf und Pforzheim Hbf.
Am 25. September 1992 konnte schließlich die endgültige Stadtbahnlinie B zwischen Karlsruhe und Bretten-Gölshausen an der Kraichgaubahn in Betrieb genommen werden. Dazu wurden das Straßenbahn- und das Eisenbahnnetz durch den Neubau einer Verbindungsstrecke zwischen der Durlacher Allee am Bahnhof Karlsruhe-Durlach und dem Bahnhof Grötzingen verknüpft. Dies gilt als Geburtsstunde des Karlsruher Modells, das zum Vorbild für viele andere Städte wie zum Beispiel Saarbrücken, Kassel oder Mulhouse wurde.

### Die Stadtbahn wird zum Erfolgsmodell

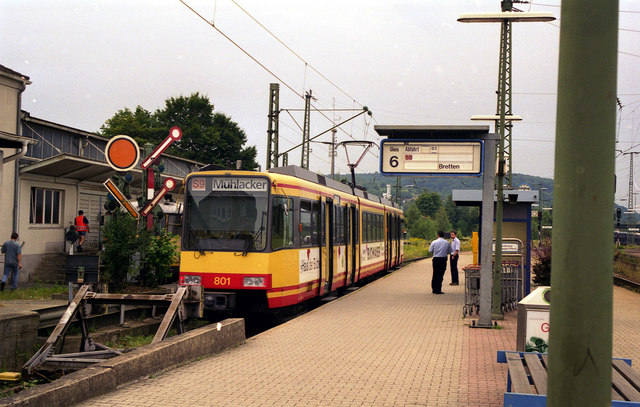
Die Stadtbahnlinie S9 war die erste Linie, die nicht durch Karlsruhe führt

Die Fahrgastzahlen auf der Strecke der Stadtbahnlinie B verfünffachten sich nach der Eröffnung innerhalb weniger Wochen. Der unerwartet große Erfolg der neuen Stadtbahnlinie Karlsruhe–Bretten führte zu einem beschleunigten Ausbau des Stadtbahnsystems in den 1990er Jahren. Durch Modernisierung und Einbindung weiterer Eisenbahnstrecken entstanden neue Erweiterungsstrecken.
Im Jahr 1994 kam es mit der Gründung des Karlsruher Verkehrsverbundes zu einer Linienreform, und die Stadtbahnlinie A wurde in S1 (nach Bad Herrenalb), S11 (nach Ittersbach) und die Linie B in S4 umbenannt. Gleichzeitig wurden die Stadtbahnlinien S7 nach Baden-Baden (von Karlsruhe Hbf über Durmersheim und Rastatt), die S3 nach Bruchsal (von Karlsruhe Hbf über Weingarten), die S6 nach Rastatt (von Karlsruhe Hbf über Ettlingen West), die S8 nach Wörth (von Karlsruhe Hbf) sowie die Tangentialverbindung Bretten–Bruchsal als S9 in Betrieb genommen.
1996 wurde die Stadtbahnlinie S3 über Ettlingen West und Malsch nach Baden-Baden verlängert. Parallel dazu wurde, nachdem eine Rampe zwischen dem Albtalbahnhof und dem Gleisvorfeld des Karlsruher Hauptbahnhofs in Betrieb gegangen war, die Stadtbahnlinie S7 am Albtalbahnhof mit der S4 verbunden und in diese integriert. Ab diesem Zeitpunkt wurde es möglich, aus der Karlsruher Innenstadt ohne Umstieg nach Baden-Baden zu fahren. Das Stadtbahnnetz wuchs im Jahr 1997 mit der S5 von Wörth über Karlsruhe und Pfinztal nach Pforzheim um eine weitere Stadtbahnlinie. Im gleichen Jahr wurden auch noch die Linien S4 – von Bretten nach Eppingen – und die S3 – von Bruchsal nach Menzingen – verlängert. Ein Jahr später wurde ein neuer Ast der S3 ab Bruchsal in Richtung Odenheim als S31 eröffnet.

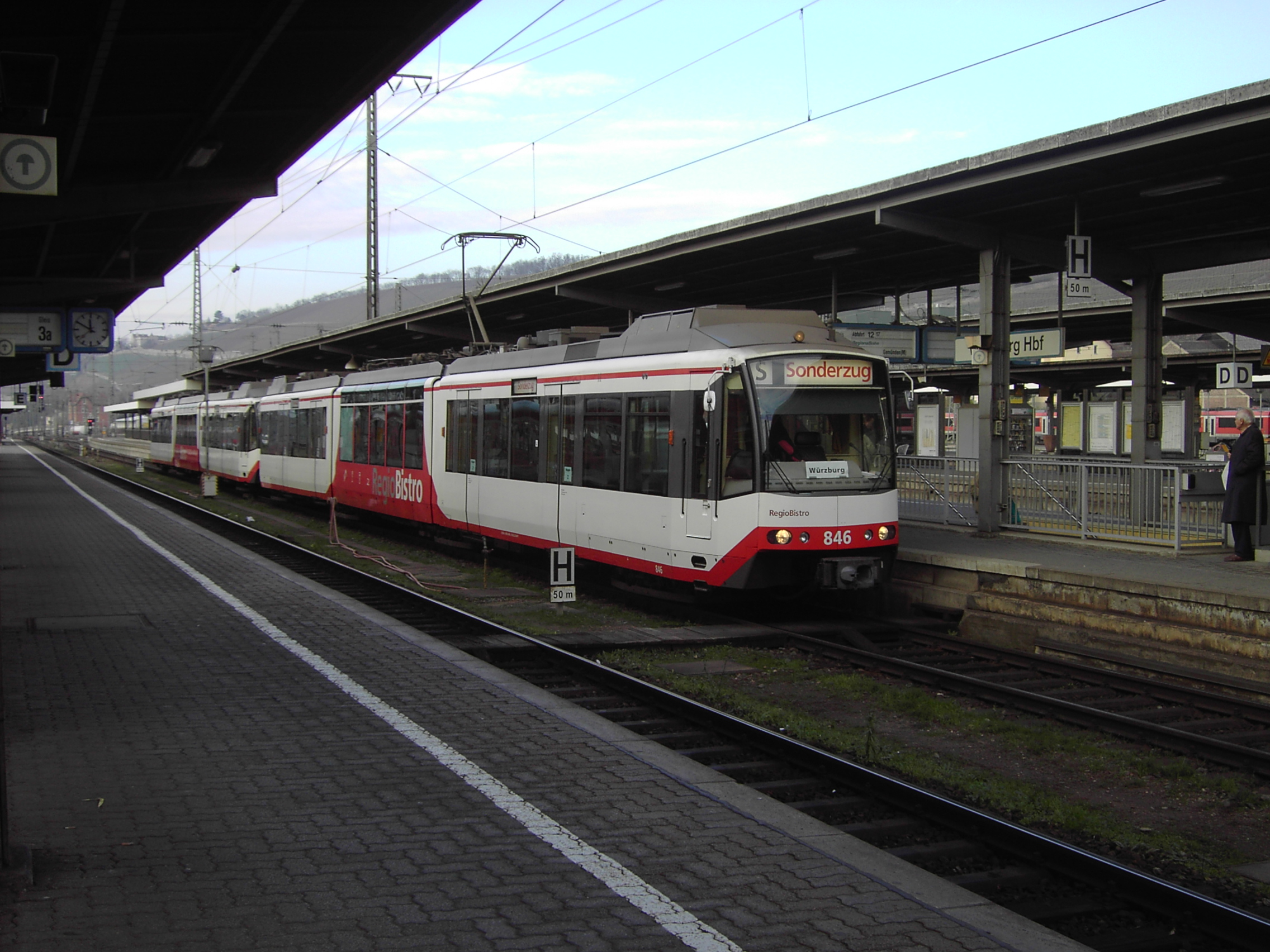
Zwei RegioBistro-Stadtbahnzüge bei einer Sonderfahrt im Würzburger Hauptbahnhof

Von den Zweisystem-Stadtbahnwagen der zweiten Generation GT8-100D/2S-M, die ab 1997 ausgeliefert wurden, erhielt die Stadtbahn Karlsruhe auch vier Fahrzeuge in einer „RegioBistro“-Ausführung. Dabei ist der mittlere Wagenteil als Bistro mit Panoramaverglasung ausgeführt und fungiert somit als Speisewagen. Besonderheit bei diesen Fahrzeugen ist, dass sie als erste Fahrzeuge auch Toiletten eingebaut hatten. Diese Züge sind anders als die übrigen Stadtbahnen in weiß-rot lackiert. In diesen Wagen wurde auf bestimmten, im Fahrplan gekennzeichneten, Fahrten Speisen und Getränke angeboten. Später wurden sie auch für Sonderfahrten unter anderem in den Schwarzwald eingesetzt.
Die Stadtbahnlinie S4 wurde im Jahr 1999 von Eppingen zum Heilbronner Hauptbahnhof und die S9 von Bretten nach Mühlacker verlängert. Mit der Verlängerung der S5 von Pforzheim nach Bietigheim-Bissingen verließ zum ersten Mal eine Stadtbahnlinie planmäßig das Gebiet des Karlsruher Verkehrsverbundes (KVV). Seit Dezember 2021 verkehren die innerstädtischen Linien teilweise im Tunnel.

### Stadtbahn als Straßenbahn außerhalb von Karlsruhe

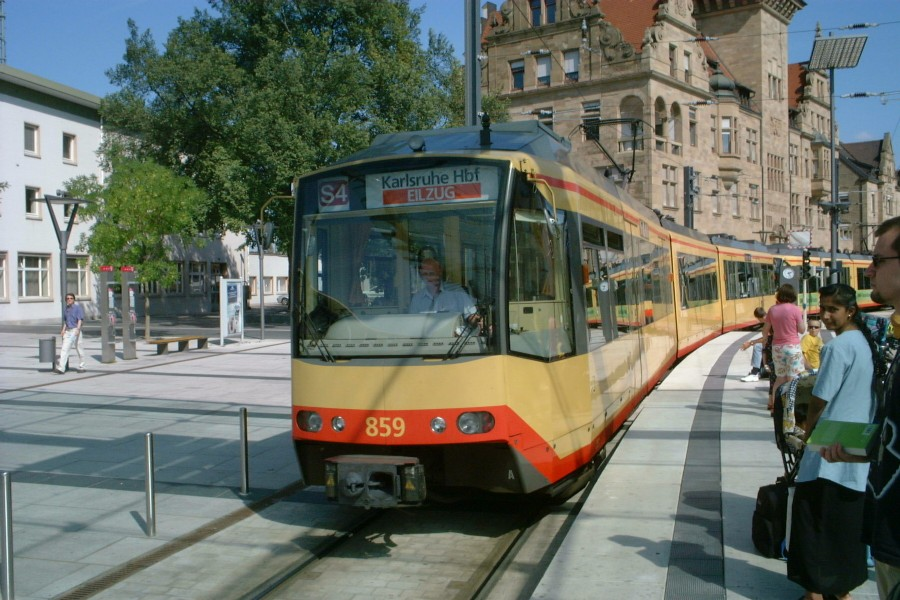
Karlsruher Stadtbahnzug im Straßenbahnbetrieb auf dem Vorplatz des Heilbronner Hauptbahnhofs

Die Fähigkeit der Fahrzeuge, im Straßenbahnbetrieb zu verkehren, bot auch die Möglichkeit, Ortschaften als solche zu durchqueren. Somit besteht auch für verhältnismäßig kleine Orte im Karlsruher Umland die Möglichkeit, eine Straßenbahn wirtschaftlich zu betreiben. Diese Strecken wurden mit 750 Volt Gleichspannung elektrifiziert und besitzen deshalb eigene Systemwechselstellen. Die Züge verkehren unter der BOStrab als Straßenbahnfahrzeuge. Im rheinland-pfälzischen Wörth am Rhein entstand 1997 eine vom Wörther Bahnhof abzweigende, neue Innenstadtstrecke für die Stadtbahnlinie S5, die das in der Nachkriegszeit entstandene Wohngebiet Dorschberg erschließt.
Heilbronn war die erste größere Stadt, die von dieser Möglichkeit Gebrauch machte. Im Jahr 2001 wurde die Stadtbahnlinie S4 als Straßenbahn vom Vorplatz des Hauptbahnhofs über das Stadtzentrum bis zur Haltestelle Harmonie geführt, 2005 bis zum Pfühlpark verlängert, von wo aus sie wieder als Eisenbahn weiterfährt. Somit erhielt Heilbronn, nachdem die Straßenbahn Heilbronn 1955 stillgelegt worden war, nach 46 Jahren wieder ein schienengebundenes innerstädtisches Verkehrsmittel. 2013/2014 erweiterte Heilbronn seine Stadtbahn in Richtung Norden. Hierbei gingen zwei neue Linien in Betrieb, die an der Haltestelle Harmonie von der Bestandsstrecke abzweigen, bis kurz vor Neckarsulm als Straßenbahn verkehren und sich dann in Bad Friedrichshall Hbf trennen: Die S41 führt weiter entlang des Neckars bis zum Bahnhof Mosbach-Neckarelz, wo die Züge nach einem Fahrtrichtungswechsel zum Bahnhof Mosbach (Baden) weiterfahren. Die S42 führt in westlicher Richtung über Bad Wimpfen und Bad Rappenau nach Sinsheim (Elsenz).
Nachdem 2002 die Stadtbahnlinie S6 von Pforzheim nach Bad Wildbad auf der Enztalbahn eröffnet worden war, wurde diese 2003 um eine Straßenbahnstrecke in den Ortskern des Kurortes bis zu dessen Kurpark erweitert.
Ähnliche Überlegungen für Innenstadtstrecken als Straßenbahn tauchten auch für die Innenstädte von Baden-Baden, Bruchsal und Rastatt auf, ohne zu Projekten zu reifen.

### Erschließung des Nordschwarzwaldes und der Pfalz

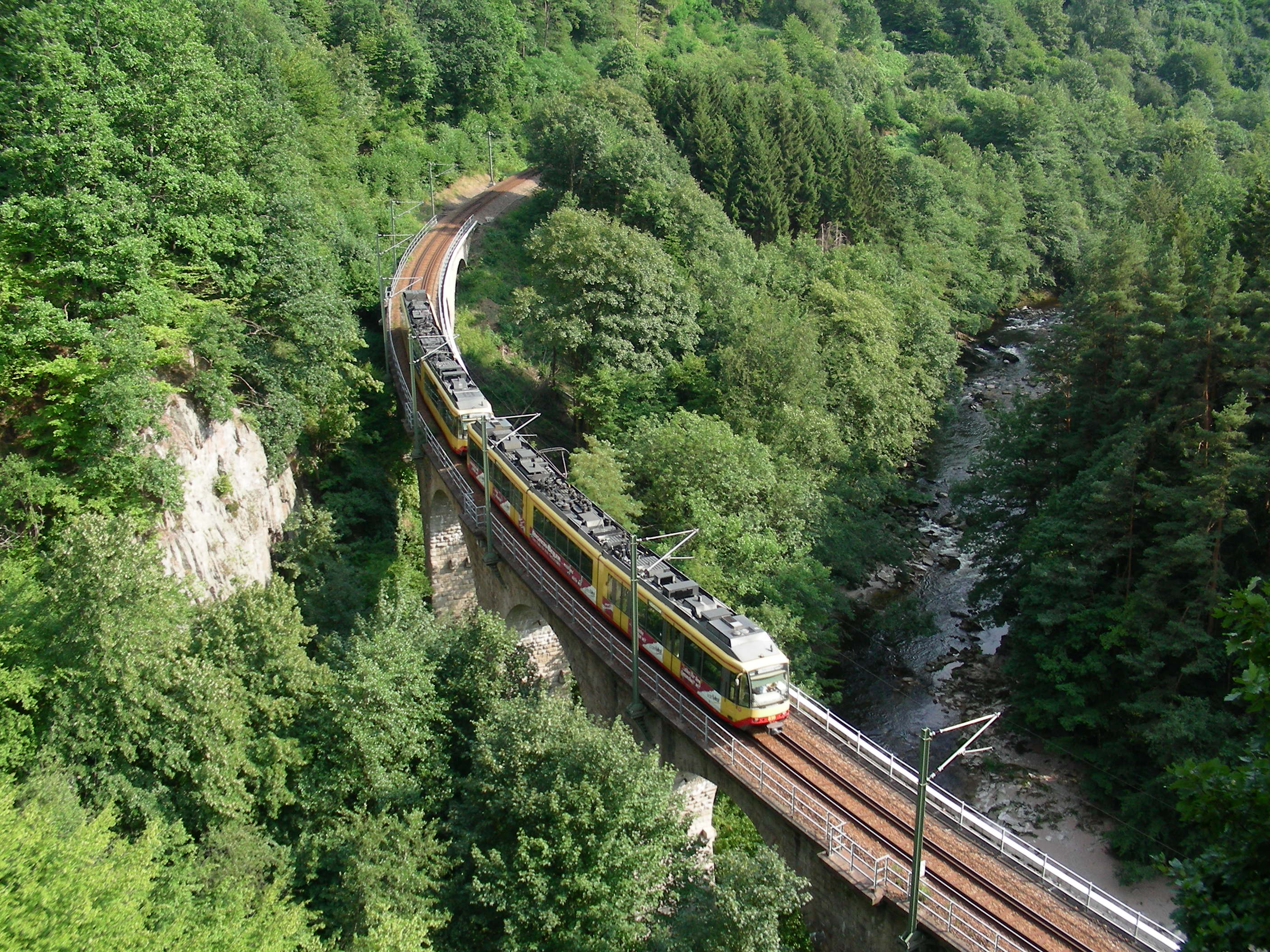
Stadtbahnzug der Linie S41 auf der Murgtalbahn

Mit der Verlängerung der Stadtbahnlinie S31 von Rastatt über Gaggenau nach Forbach wurde im Jahr 2002 neben der S1, S11 und der S6 eine weitere Strecke in den Schwarzwald verlängert. Ein Jahr später wurde die Linie bis Freudenstadt durchgebunden.
Bei Betriebsstart der S-Bahn RheinNeckar im Dezember 2003 und der S-Bahn-Linie S3 von Speyer über Mannheim und Heidelberg nach Karlsruhe wurde die Karlsruher Stadtbahnlinie S3 in S32 umbenannt, um Verwechslungen zu vermeiden. Im folgenden Jahr wurden die Linien S32 und S4 von Baden-Baden nach Achern verlängert. 2006 wurde die Stadtbahnlinie S2 von Blankenloch über Friedrichstal nach Spöck und die Linien S31 und S41 von Freudenstadt nach Eutingen im Gäu verlängert. Seit 2006 ist zudem im werktäglichen Abendverkehr ein Zugpaar der Stadtbahnlinie S41 über Eutingen hinaus nach Herrenberg verlängert worden. 2010 wurde das Stadtbahnnetz mit der neu elektrifizierten Strecke von Wörth nach Germersheim erweitert. Die beiden Linien haben unterschiedliche Linienäste zwischen Wörth und Karlsruhe: Von Wörth über die Eisenbahnstrecke Winden (Pfalz)–Karlsruhe und den Albtalbahnhof ins Straßenbahnnetz (2010–2019: S51, seitdem: S52) und über eine Verbindungskurve bei Knielingen auf Straßenbahnstrecken in die Innenstadt (2010–2019: S52, seitdem: S51). Eine Verbindung von Germersheim nach Bruchsal (Bruhrainbahn) wurde zugunsten der von der S-Bahn RheinNeckar geplanten S-Bahn-Linie S33 nicht realisiert.

### Eröffnung des Stadtbahnteilnetzes Heilbronn

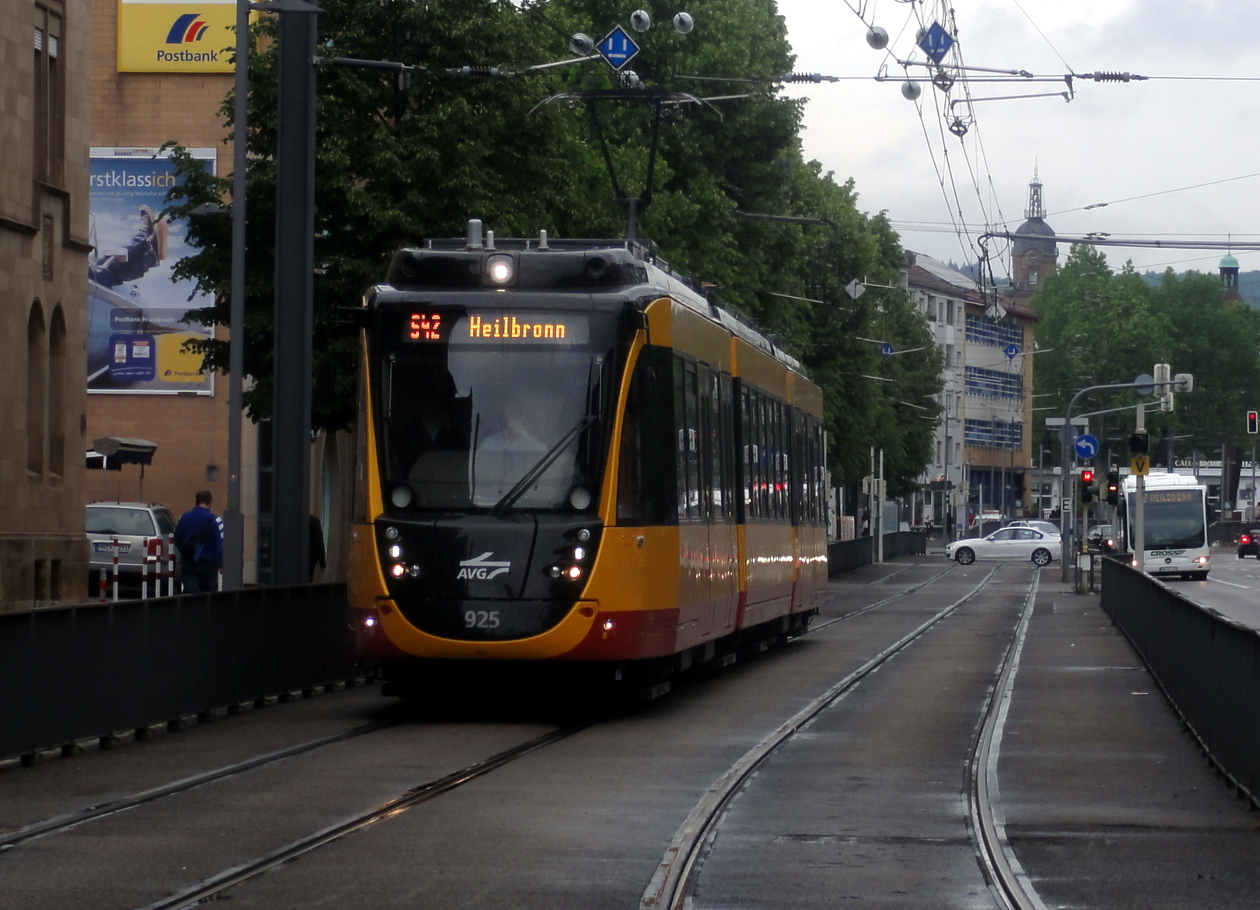
Stadtbahnzug der Linie S42 in Heilbronn

Seit Eröffnung der Heilbronner Innenstadtstrecke und dem folgenden Anstieg der Fahrgastzahlen wurden Pläne zu einer Erweiterung dieser Durchmesserlinie zu einem eigenen Stadtbahnnetz um weitere Stadtbahnlinien verfolgt. Im Dezember 2013 wurde die von West nach Ost verlaufende Innenstadtstrecke um einen Nordast erweitert, auf dem seitdem die Stadtbahnlinie S42 nach Neckarsulm verkehrt. Mit dieser weiteren Strecke entstand somit die Stadtbahn Heilbronn, die langfristig durch einen Südast erweitert werden sollte. Ein Jahr später wurde mit der S41 in Richtung Mosbach die dritte Stadtbahnlinie in Heilbronn in Betrieb genommen. Gleichzeitig wurde die S42 nach Sinsheim erweitert.

## Streckennetz

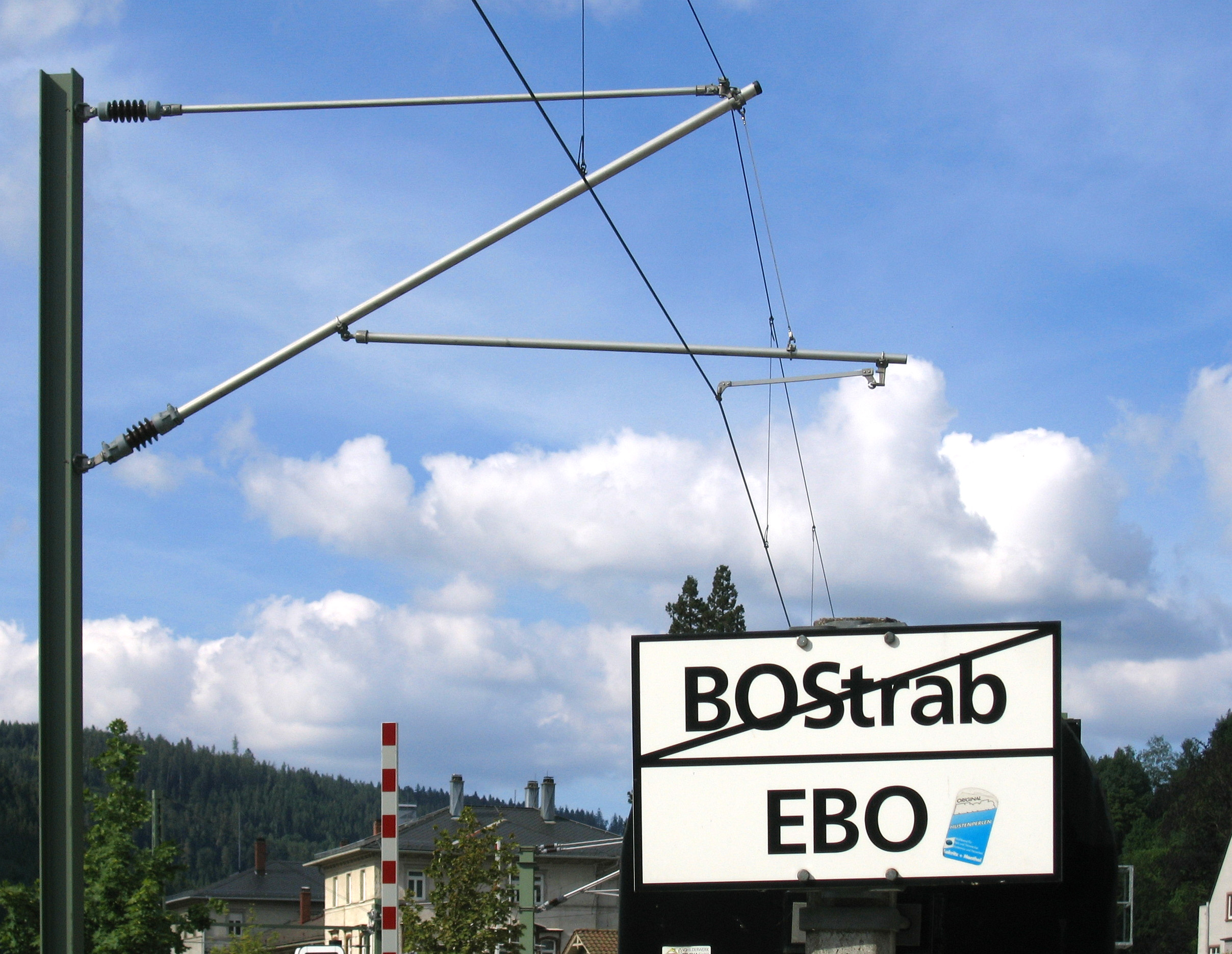
Hinweisschild für den Übergang vom Straßenbahn- zum Eisenbahnbetrieb in Bad Wildbad

Das Netz der Stadtbahn Karlsruhe umfasst zurzeit (seit dem 11. Dezember 2022) 17 Linien, die die Stadt und ihr Umland mit teils direkt ins Zentrum verkehrenden Zügen bedienen. Dabei nutzen sie die im Folgenden genannten vier verschiedenen Formen von Strecken mit einem großen Anteil eigenen Gleiskörpers und Ampelvorrangschaltung. Der Unterschied resultiert daraus, dass die beiden erstgenannten Strecken als Erweiterung des Karlsruher Straßenbahnnetzes umgesetzt wurden und erst später Strecken der Bundesbahn für neue Linien mitbenutzt wurden.

### Einsystemnetz
- als reine Straßenbahnstrecken nach der Betriebsordnung für Straßenbahnen. Diese Strecke ist mit Gleichspannung 750 V elektrifiziert: Stutensee – Karlsruhe – Rheinstetten (Linie S2)
- als Mischform mit eigenen Nebenbahnstrecken der AVG von Bad Herrenalb (Linie S1) bzw. Ittersbach (Linie S11), Straßenbahnteilstrecken im Stadtbereich von Karlsruhe und ehemaligen Bundesbahnstrecken nach Linkenheim-Hochstetten (teilweise mit Neubauabschnitten), die alle mit 750 V Gleichspannung elektrifiziert sind

### Zweisystemnetz
- als Mischform mit Straßenbahnteilstrecken mit 750 Volt Gleichspannung in den Stadtbereichen von Karlsruhe, Wörth (Rhein), Bad Wildbad und Heilbronn sowie Mitbenutzung von Eisenbahnstrecken der DB und AVG, die mit Wechselspannung von 15 kV bei 16,7 Hz elektrifiziert sind: Kraichgaubahn (AVG-Pachtstrecke) und weitere DB-Strecken (Linien S4, S41, S42), Pfinztalbahn (AVG und DB) und DB-Strecke nach Germersheim etc. (Linien S5, S51, S52), Enztalbahn (ehem. DB-Strecke, jetzt AVG, Linie S6), Murgtalbahn nach Freudenstadt (AVG-Pachtstrecke, Linie S8), Bahnstrecke Mannheim–Rastatt bzw. Rheintalbahn der DB nach Achern (Linie S7)
- im reinen Eisenbahnbetrieb auf DB- und AVG-Gleisen, die mit Wechselspannung elektrifiziert sind: „BMO-Bahnen“ (AVG) nach Menzingen (Linie S32) und nach Odenheim (Linie S31) zum Karlsruher Hauptbahnhof via Badischer Hauptbahn, Murgtalbahn nach Freudenstadt (AVG-Pachtstrecke, Linie S81), Bahnstrecke Mannheim–Rastatt bzw. Rheintalbahn der DB nach Achern (Linie S71)

## Liniennetz

### Übersicht
| Linie        | Linienverlauf | Stationen | Befahrene Eisenbahnstrecken                                                                                  | Betreiber                      |
| ------------ | --- | --------- | --- | ------------------------------ |
| S 1          | Hochstetten – Eggenstein-Leopoldshafen – Neureut – Yorckstraße – Marktplatz – Karlsruhe Hbf – Albtalbahnhof – Rüppurr – Ettlingen – Busenbach – Marxzell – Bad Herrenalb                                                                                       | 54        | Hardtbahn, Albtalbahn                                                                                        | AVG, VBK                       |
| S 11         | Hochstetten – Eggenstein-Leopoldshafen – Neureut – Yorckstraße – Marktplatz – Karlsruhe Hbf – Albtalbahnhof – Rüppurr – Ettlingen – Busenbach – Langensteinbach – Ittersbach                                                                                   | 56        | Hardtbahn, Albtalbahn, Bahnstrecke Busenbach–Ittersbach                                                      | AVG, VBK                       |
| S 12         | Karlsruhe Rheinhafen – Lameyplatz – Yorckstraße – Europaplatz – Kolpingplatz – Albtalbahnhof – Ettlingen – Busenbach – Langensteinbach – Ittersbach | 27        | Albtalbahn, Bahnstrecke Busenbach–Ittersbach                                                                 | AVG, VBK                       |
| S 2          | Spöck – Friedrichstal – Blankenloch – Hagsfeld – Tullastraße – Durlacher Tor – Marktplatz – Entenfang – Daxlanden – Rheinstetten | 47        | — | AVG, VBK                       |
| S 31         | Karlsruhe Hbf – Durlach – Bruchsal – Ubstadt Ort – Odenheim | 16        | Rheintalbahn, Katzbachbahn                                                                                   | AVG                            |
| S 32         | Karlsruhe Hbf – Durlach – Bruchsal – Ubstadt Ort – Menzingen (Baden) | 18        | Rheintalbahn, Katzbachbahn, Kraichtalbahn                                                                    | AVG                            |
| S 4          | Karlsruhe Albtalbahnhof – Karlsruhe Hbf – Marktplatz – Durlacher Tor – Tullastraße – Durlach Bahnhof – Grötzingen – Bretten – Eppingen – Heilbronn – Weinsberg – Öhringen Hbf – Öhringen-Cappel                                                                | 73        | Kraichgaubahn, Bahnstrecke Heilbronn–Crailsheim                                                              | AVG, VBK, Stadtwerke Heilbronn |
| S 41         | Heilbronn Hbf/Willy-Brandt-Platz – Harmonie / Kunsthalle – Technisches Schulzentrum – Neckarsulm – Bad Friedrichshall – Neckarelz – Mosbach | 22        | Frankenbahn, Neckartalbahn, Bahnstrecke Neckarelz–Osterburken                                                | AVG, Stadtwerke Heilbronn      |
| S 42         | Heilbronn Hbf/Willy-Brandt-Platz – Harmonie / Kunsthalle – Technisches Schulzentrum – Neckarsulm – Bad Friedrichshall – Bad Rappenau – Sinsheim Hbf | 25        | Frankenbahn, Elsenztalbahn                                                                                   | AVG, Stadtwerke Heilbronn      |
| S 5          | Wörth Badepark – Maxau – Knielingen – Lameyplatz – Entenfang – Yorckstraße – Marktplatz – Durlacher Tor – Durlach Bahnhof – Grötzingen – Pfinztal – Wilferdingen-Singen – Pforzheim Hbf                                                                        | 48        | Bahnstrecke Winden–Karlsruhe, Bahnstrecke Karlsruhe–Mühlacker                                                | AVG, VBK                       |
| S 51         | Germersheim – Bellheim – Rülzheim – Rheinzabern – Jockgrim – Wörth am Rhein – Maximiliansau – Knielingen Rheinbergstraße – Karlsruhe Entenfang – Europaplatz – Durlacher Tor – Durlach Bahnhof – Grötzingen – Pfinztal (– Wilferdingen-Singen – Pforzheim Hbf) |           | Bahnstrecke Schifferstadt–Wörth, Bahnstrecke Winden–Karlsruhe                                                | AVG, VBK                       |
| S 52         | Germersheim – Bellheim – Rülzheim – Rheinzabern – Jockgrim – Wörth am Rhein – Maxau – Karlsruhe West – Karlsruhe Albtalbahnhof – Karlsruhe Hbf – Marktplatz |           | Bahnstrecke Schifferstadt–Wörth, Bahnstrecke Winden–Karlsruhe                                                | AVG, VBK                       |
| S 6          | Pforzheim – Brötzingen – Birkenfeld – Neuenbürg (Enz) – Höfen (Enz) – Calmbach – Bad Wildbad Bf – Bad Wildbad Kurpark | 19        | Nagoldtalbahn, Enztalbahn                                                                                    | AVG                            |
| S 7          | Achern – Bühl – Baden-Baden – Rastatt – Durmersheim – Albtalbahnhof – Karlsruhe Hbf – Marktplatz – Durlacher Tor – Tullastraße | 23        | Bahnstrecke Mannheim–Rastatt, Rheintalbahn                                                                   | AVG, VBK                       |
| S 71         | Achern – Bühl – Baden-Baden – Rastatt – Malsch – Karlsruhe Hbf | 15        | Rheintalbahn                                                                                                 | AVG                            |
| S 8          | Bondorf (bei Herrenberg) – Eutingen im Gäu – Freudenstadt Hbf – Baiersbronn – Forbach – Gernsbach – Gaggenau – Rastatt – Durmersheim – Karlsruhe Hbf – Marktplatz – Tullastraße                                                                                | 65        | Bahnstrecke Mannheim–Rastatt, Murgtalbahn, Bahnstrecke Eutingen im Gäu–Schiltach, Bahnstrecke Stuttgart–Horb | AVG, VBK                       |
| S 81         | Bondorf (bei Herrenberg) – Eutingen im Gäu – Freudenstadt Hbf – Baiersbronn – Forbach – Gernsbach – Gaggenau – Rastatt – Malsch – Karlsruhe Hbf | 53        | Rheintalbahn, Murgtalbahn, Bahnstrecke Eutingen im Gäu–Schiltach, Bahnstrecke Stuttgart–Horb                 | AVG                            |
| FEX Albtäler | Odenheim/Menzingen - Ubstadt Ort - Bruchsal - Karlsruhe - Ettlingen West - Ettlingen Stadt - Busenbach - Marxzell - Bad Herrenalb | 23, 25    | Kraichtalbahn, Kratzbachbahn, Rheintalbahn, Albtalbahn                                                       |                                |

An verschiedenen Stellen im Netz treffen Stadtbahnen auf Linien der S-Bahn RheinNeckar:
Zwischen Germersheim, und Bruchsal bzw. Karlsruhe über Mannheim verkehren die Linien S3 und S4. Zwischen Germersheim, Philippsburg, Graben-Neudorf und Bruchsal verkehrt die Linie S33. Zwischen Karlsruhe, Graben-Neudorf und Mannheim verkehrt die Linie S9. In Eppingen und Sinsheim verkehrt die Linie S5 und in Neckarelz und Mosbach auch die Linien S1 und S2. Diese werden von DB Regio Mitte mit Triebwagen der Baureihen 425 und 463 betrieben.
Im Bahnhof Bietigheim-Bissingen endete bis zum 8. Juni 2019 die Stadtbahnlinie S5 gemeinsam mit der gleichnamigen Linie S5 der S-Bahn Stuttgart.

### Zuggattungen
Neben Stadtbahnen, die überall halten (im Kursbuch: S), verkehren auf dem Netz der Stadtbahn Karlsruhe Eilzüge, die nicht an allen Stationen halten. Dies sind einzelne Fahrten der Linien S 2, S 31, S 32, S 4 und S 5. Die Eilzüge auf der Strecke zwischen Karlsruhe und Ittersbach verkehren unter der eigenen Liniennummer S 12.
Bis Dezember 2022 verkehrten auf der Linie S 4 außerdem Sprinter.

### Verkehrsangebot
Die folgende Tabelle gibt das reguläre Verkehrsangebot der einzelnen Stadtbahnlinien mit Stand Dezember 2022 dar. Am Wochenende und spätabends/nachts gibt es teilweise Abweichungen von der dargestellten Struktur.
| Linie(n)                                                    | Abschnitt                                                                   | Takt bzw. Fahrten je Std.                                   | Bemerkungen |
| S 1 S 11 Hochstetten – Karlsruhe – Bad Herrenalb/Ittersbach | S 1 S 11 Hochstetten – Karlsruhe – Bad Herrenalb/Ittersbach                 | S 1 S 11 Hochstetten – Karlsruhe – Bad Herrenalb/Ittersbach | S 1 S 11 Hochstetten – Karlsruhe – Bad Herrenalb/Ittersbach |
| ----------------------------------------------------------- | --------------------------------------------------------------------------- | ----------------------------------------------------------- | --- |
| S 1 S 11                                                    | Hochstetten – Neureut Kirchfeld                                             | 20-Minuten-Takt                                             | einzelne Fahrten übergehend auf die Bahnstrecke Leopoldshafen–KIT Campus Nord (nur für Berechtigte) |
| S 1 S 11                                                    | Neureut Kirchfeld – Ettlingen Albgaubad                                     | 10-Minuten-Takt                                             | |
| S 1 S 11                                                    | Ettlingen Albgaubad – Busenbach                                             | 4 Fahrten/Std.                                              | |
| S 1                                                         | Busenbach – Bad Herrenalb                                                   | 2 Fahrten/Std.                                              | |
| S 11                                                        | Busenbach – Ittersbach                                                      | 30-Minuten-Takt                                             | |
| S 12 Karlsruhe – Ittersbach                                 |                                                                             |                                                             | |
| S 12                                                        | Karlsruhe Rheinhafen – Ittersbach                                           | einzelne Fahrten zur HVZ                                    | Eilzug, hält nicht an allen Stationen. Fährt im Stadtgebiet Karlsruhe nicht durch den Tunnel, sondern über die Karlstraße. Eine Fahrt morgens ab Mühlburger Tor abweichend nach Europahalle/Europabad. |
| S 2 Stutensee – Karlsruhe – Rheinstetten                    |                                                                             |                                                             | |
| S 2                                                         | Spöck – Blankenloch Nord                                                    | 20-Minuten-Takt                                             | |
| S 2                                                         | Blankenloch Nord – Karlsruhe Reitschulschlag                                | 10-Minuten-Takt (HVZ) 20-Minuten-Takt (NVZ)                 | In der HVZ einzelne Fahrten als Eilzug, halten nicht an allen Stationen. |
| S 2                                                         | Karlsruhe Reitschulschlag – Karlsruhe Rheinstrandsiedlung                   | 10-Minuten-Takt                                             | In der HVZ einzelne Fahrten als Eilzug, halten nicht an allen Stationen. |
| S 2                                                         | Karlsruhe Rheinstrandsiedlung – Mörsch Bach West                            | 10-Minuten-Takt (HVZ) 20-Minuten-Takt (NVZ)                 | In der HVZ einzelne Fahrten als Eilzug, halten nicht an allen Stationen. |
| S 31 S 32 Menzingen/Odenheim – Karlsruhe                    |                                                                             |                                                             | |
| S 31                                                        | Odenheim – Ubstadt Ort                                                      | 20-Minuten-Takt (HVZ) 30-Minuten-Takt. (NVZ)                | In der HVZ einzelne Fahrten als Eilzug, halten nicht an allen Stationen. |
| S 32                                                        | Menzingen – Ubstadt Ort                                                     | 20-Minuten-Takt (HVZ) 30-Minuten-Takt. (NVZ)                | In der HVZ einzelne Fahrten als Eilzug, halten nicht an allen Stationen. |
| S 31 S 32                                                   | Ubstadt Ort – Karlsruhe Hbf                                                 | 2 Fahrten/Std.                                              | In der Regel verkehren S 31 und S 32 in einem Zug, mit Flügelung in Ubstadt Ort. |
| S 31 S 32                                                   | Karlsruhe Hbf – Bad Herrenalb                                               | Ein Zugpaar an Sonn- und Feiertagen                         | Albtäler Freizeitexpress über Ettlingen West, Ettlingen Stadt, Busenbach. Hält nicht an allen Stationen. |
| S 4 Karlsruhe – Heilbronn – Öhringen                        |                                                                             |                                                             | |
| S 4                                                         | Karlsruhe Albtalbahnhof – Flehingen                                         | 2 Fahrten/Std.                                              | Züge halten überall, außer Durlach Hubstraße. |
| S 4                                                         | Flehingen – Schwaigern West                                                 | 60-Minuten-Takt                                             | Einzelne Verstärkerfahrten in der HVZ aus beiden Richtungen von/bis Eppingen |
| S 4                                                         | Schwaigern West – Heilbronn Hbf                                             | 30-Minuten-Takt                                             | |
| S 4                                                         | Heilbronn Hbf – Heilbronn Pfühlpark                                         | 15-Minuten-Takt (HVZ) 30-Minuten-Takt (NVZ)                 | |
| S 4                                                         | Heilbronn Pfühlpark – Öhringen-Cappel                                       | 30-Minuten-Takt                                             | in der HVZ einzelne Fahrten von/nach Weinsberg oder Eschenau |
| S 41 Heilbronn – Mosbach (Baden)                            |                                                                             |                                                             | |
| S 41                                                        | Heilbronn Hbf – Mosbach (Baden)                                             | 60-Minuten-Takt                                             | Zusätzliche Pendelfahrten zwischen Mosbach-Neckarelz und Mosbach (Baden) |
| S 42 Heilbronn – Sinsheim (Elsenz)                          |                                                                             |                                                             | |
| S 42                                                        | Heilbronn Hbf – Bad Rappenau                                                | 30-Minuten-Takt                                             | einzelne Fahrten weiter als S4 von/bis Schwaigern West |
| S 42                                                        | Bad Rappenau – Sinsheim (Elsenz) Hbf                                        | 60-Minuten-Takt                                             | |
| S 5 S 51 Germersheim/Wörth – Karlsruhe – Pforzheim          |                                                                             |                                                             | |
| S 5                                                         | Wörth Badepark – Wörth Bahnhof                                              | 20-Minuten-Takt                                             | |
| S 51                                                        | Germersheim – Wörth Bahnhof                                                 | 60-Minuten-Takt                                             | In der HVZ einzelne zusätzliche Fahrten als Eilzug, halten nicht an allen Stationen. |
| S 5 S 51                                                    | Wörth Bahnhof – Knielingen Rheinbergstraße                                  | 4 Fahrten/Std.                                              | Züge der Linie S 51 halten tagsüber nicht in Karlsruhe Maxau. |
| S 5 S 51                                                    | Knielingen Rheinbergstraße – Berghausen (Baden)                             | 10-Minuten-Takt                                             | In der HVZ einzelne zusätzliche S51-Fahrten als Eilzug Germersheim – Karlsruhe Tullastraße, halten nicht an allen Stationen und fahren über die Kriegsstraße statt durch den Tunnel. In der HVZ einzelne zusätzliche S5-Fahrten als Eilzug Karlsruhe Albtalbahnhof – Pforzheim, halten nicht an allen Stationen. |
| S 5 S 51                                                    | Karlsruhe Albtalbahnhof – Karlsruhe Marktplatz                              | einzelne Fahrten                                            | In der HVZ S5-Eilzüge Karlsruhe Albtalbahnhof – Pforzheim. Einzelne S5/51 von/nach Wörth spätabends. |
| S 5                                                         | Karlsruhe Hbf – Karlsruhe-Durlach                                           | einzelne Fahrten                                            | Einzelne Eilzug- oder Sprinter-Fahrten von/nach Söllingen/Pforzheim über DB-Gleise. |
| S 5 S 51                                                    | Berghausen (Baden) – Söllingen (b Karlsruhe)                                | 10-Minuten-Takt (HVZ) 20-Minuten-Takt (NVZ)                 | In der HVZ einzelne zusätzliche S5-Fahrten als Eilzug Karlsruhe Albtalbahnhof – Pforzheim, halten nicht an allen Stationen. |
| S 5                                                         | Söllingen (b Karlsruhe) – Pforzheim Hbf                                     | 2 Fahrten/Std.                                              | Meist eine Fahrt stündlich durchgebunden als S 6 von/nach Bad Wildbad. In der HVZ einzelne zusätzliche S5-Fahrten als Eilzug Karlsruhe Albtalbahnhof – Pforzheim, halten nicht an allen Stationen. |
| S 52 Karlsruhe – Germersheim                                |                                                                             |                                                             | |
| S 52                                                        | Karlsruhe Marktplatz – Germersheim über Albtalbahnhof, Wörth                | zeitweise                                                   | Morgens bis neun Uhr, einzelne Fahrten nachmittags |
| S 6 Pforzheim – Bad Wildbad                                 |                                                                             |                                                             | |
| S 6                                                         | Pforzheim Hbf – Bad Wildbad Kurpark                                         | 30-Minuten-Takt 60-Minuten-Takt (vormittags, spätabends)    | Meist eine Fahrt stündlich durchgebunden als S 5 von/nach Wörth. |
| S 7 S 8 Karlsruhe – Rastatt – Achern/Freudenstadt           |                                                                             |                                                             | |
| S 7 S 8                                                     | Karlsruhe Tullastraße – Rastatt über Marktplatz, Albtalbahnhof, Durmersheim | 2 Fahrten/Std.                                              | |
| S 7                                                         | Rastatt – Achern                                                            | 60-Minuten-Takt                                             | |
| S 8                                                         | Rastatt – Freudenstadt Stadt                                                | 60-Minuten-Takt                                             | |
| S 8                                                         | Freudenstadt Stadt – Freudenstadt Hbf                                       | 2 Fahrten/Std.                                              | |
| S 8                                                         | Freudenstadt Hbf – Bondorf (b Herrenberg)                                   | 2-Stunden-Takt                                              | |
| S 71 S 81 Karlsruhe – Rastatt – Achern/Bondorf              |                                                                             |                                                             | |
| S 71                                                        | Karlsruhe Hauptbahnhof – Achern über Ettlingen West                         | einzelne Fahrten                                            | |
| S 81                                                        | Karlsruhe Hauptbahnhof – Bondorf über Ettlingen West                        | eine Fahrt täglich                                          | Seit Winter 2022/2023 als RB |

### Linienchronik
Die folgende Tabelle gibt die Chronik der Stadtbahnlinien dar:
| Linie | Verlauf | Bemerkungen |
| ----- | --- | --- |
| A     | - 18.04.1958: Karlsruhe Marktplatz – Rüppurr Battstraße - 15.05.1959: Karlsruhe Marktplatz – Ettlingen Albgaubad - 15.04.1960: Karlsruhe Marktplatz – Busenbach - 12.05.1960: Karlsruhe Marktplatz – Etzenrot - 12.12.1960: Karlsruhe Marktplatz – Marxzell - 01.09.1961: Karlsruhe Marktplatz – Bad Herrenalb Bahnhof - 30.06.1966: Karlsruhe Marktplatz – Bad Herrenalb Bahnhof / Langensteinbach Süd - 16.10.1975: Karlsruhe Marktplatz – Bad Herrenalb Bahnhof / Ittersbach Rathaus - 30.04.1978: Karlsruhe Haus Bethlehem – Bad Herrenalb Bahnhof / Ittersbach Rathaus - 05.10.1979: Neureut Kirchfeld – Bad Herrenalb Bahnhof / Ittersbach Rathaus - 13.12.1986: Leopoldshafen Frankfurter Straße – Bad Herrenalb Bahnhof / Ittersbach Rathaus - 03.06.1989: Hochstetten – Bad Herrenalb Bahnhof / Ittersbach Rathaus - 29.05.1994: abgelöst durch Linien S1 bzw. S11 | Eilzüge der Linie A wurden mit einem gestrichenen Liniensignal (zusätzlicher roter Diagonalbalken) beschildert, das heißt als Linie A/ |
| B     | - 02.06.1991: Karlsruhe Hbf – Pforzheim Hbf - 25.09.1992: Karlsruhe Albtalbahnhof – Gölshausen - 29.05.1994: abgelöst durch Linie S4 | bis 25.09.1992 Vorlaufbetrieb als Zuggattung Nahverkehrszug (N) im Auftrag der Deutschen Bundesbahn                                    |
| 1     | - 13.12.1992 (erster Einsatz von Stadtbahnwagen): Durlach Turmberg – Knielingen Rheinbergstraße - 26.09.1997: abgelöst durch Linie S5 | |
| 2     | - 14.12.1987 (erster Einsatz von Stadtbahnwagen): Durlach Turmberg – Rheinstrandsiedlung Hammäcker - 24.11.1989: Durlach Turmberg – Rheinstetten-Mörsch Rösselsbrünnle - 30.11.1991: Durlach Turmberg – Rheinstetten-Mörsch Merkurstraße - 21.09.1997: abgelöst durch Linie S2 | |
| S 1   | - 29.05.1994: Hochstetten – Bad Herrenalb | |
| S 2   | - 21.09.1997: Blankenloch Nord – Rheinstetten-Mörsch Merkurstraße - 22.03.1999: Blankenloch Nord – Rheinstetten-Mörsch Bach West - 24.06.2006: Spöck – Rheinstetten-Mörsch Bach West | |
| S 3   | - 28.05.1994: Karlsruhe Hbf – Bruchsal (– Bad Schönborn-Kronau) - 28.09.1996: Baden-Baden – Menzingen (Baden) - 15.06.2002: (Forbach –) Rastatt – Menzingen (Baden) - 14.12.2003: abgelöst durch Linie S32 | über Malsch |
| S 4   | - 28.05.1994: Karlsruhe Albtalbahnhof – Gölshausen - 14.12.1996: Baden-Baden – Gölshausen - 01.06.1997: (Bühl (Baden) –) Baden-Baden – Eppingen - 12.03.1999: (Bühl (Baden) –) Baden-Baden – Eppingen (– Heilbronn Hbf) - 26.09.1999: (Bühl (Baden) –) Baden-Baden – Heilbronn Hbf (– Neckarsulm) - 10.06.2001: (Bühl (Baden) –) Baden-Baden – Heilbronn Hbf - 21.07.2001: (Bühl (Baden) –) Baden-Baden – Heilbronn Harmonie - 25.11.2004: (Bühl (Baden) –) Baden-Baden – Heilbronn Pfühlpark - 12.12.2004: Achern – Heilbronn Pfühlpark - 10.12.2005: Achern – Cappel - 11.12.2016: Karlsruhe Albtalbahnhof – Cappel | |
| S 5   | - 28.05.1995: Karlsruhe Hbf – Pforzheim Hbf (Wiederaufnahme) - 31.05.1997: Karlsruhe Kaiserplatz – Pforzheim Hbf - 26.09.1997: Wörth Rathaus – Pforzheim Hbf - 30.05.1999: Wörth Rathaus – Bietigheim-Bissingen - 14.06.2003: Wörth Badepark – Bietigheim-Bissingen - 09.06.2019: Wörth Badepark – Pforzheim Hbf | |
| S 6   | - 28.05.1994: Karlsruhe Hbf – Rastatt - 28.09.1996: abgelöst durch Linie S3 | über Malsch |
| S 6   | - 14.12.2002: Pforzheim Hbf – Bad Wildbad - 04.10.2003: Pforzheim Hbf – Bad Wildbad Kurpark | |
| S 7   | - 28.05.1994: Karlsruhe Hbf – Baden-Baden - 14.12.1996: abgelöst durch Linie S4 - 11.12.2016: Karlsruhe Tullastraße/VBK – Achern | über Durmersheim |
| S 8   | - 28.05.1994: Karlsruhe Hbf – Wörth (Rhein) - 26.09.1997: Karlsruhe Hbf – Wörth Rathaus - 14.06.2003: Karlsruhe Hbf – Wörth Badepark - 12.12.2010: abgelöst durch Linie S51 | über Karlsruhe West |
| S 8   | - 11.12.2016: Karlsruhe Tullastraße/VBK – Eutingen im Gäu (– Herrenberg) - 11.12.2017: Karlsruhe Tullastraße/VBK – Bondorf (b Herrenberg) (– Herrenberg) | |
| S 9   | - 28.05.1994: Bruchsal – Bretten - 02.06.1997: Bruchsal – Bretten (– Mühlacker) - 30.05.1999: Bruchsal – Mühlacker - 09.06.2019: Bruchsal – Bretten - 12.12.2020: abgelöst durch Linie S34 | |
| S 11  | - 29.05.1994: Hochstetten – Ittersbach Rathaus | |
| S 12  | - 12.12.2021: Karlsruhe Rheinhafen – Ittersbach Rathaus | |
| S 31  | - 26.09.1998: Karlsruhe Hbf – Odenheim - 14.12.2003: Freudenstadt Stadt – Odenheim - 20.05.2004: Freudenstadt Hbf – Odenheim - 11.12.2016: Karlsruhe Hbf – Odenheim | |
| S 32  | - 14.12.2003: (Forbach –) Rastatt – Menzingen (Baden) - 11.12.2016: Karlsruhe Hbf – Menzingen (Baden) | |
| S 34  | - 12.12.2020: Bruchsal – Bretten - 11.12.2022: eingestellt (Ersatz durch RB 17c) | |
| S 41  | - 15.06.2002: Karlsruhe Marktplatz – Raumünzach - 14.12.2003: Karlsruhe Marktplatz – Freudenstadt Stadt - 20.05.2004: Karlsruhe Marktplatz – Freudenstadt Hbf - 10.12.2006: Karlsruhe Marktplatz – Eutingen im Gäu - 11.12.2016: abgelöst durch Linie S8 | |
| S 41  | - 13.12.2014: Heilbronn Hbf/Willy-Brandt-Platz – Mosbach | |
| S 42  | - 14.12.2013: Heilbronn Hbf/Willy-Brandt-Platz – Neckarsulm - 01.05.2015: Heilbronn Hbf/Willy-Brandt-Platz – Sinsheim | |
| S 51  | - 12.12.2010: Karlsruhe Marktplatz – Germersheim Bahnhof über Karlsruhe West - 14.12.2014: Karlsruhe Kolpingplatz – Germersheim Bahnhof über Karlsruhe Marktplatz – Karlsruhe West - 15.12.2019: Pforzheim Hbf – Germersheim Bahnhof | |
| S 52  | - 12.12.2010: Karlsruhe Albtalbahnhof – Germersheim Bahnhof über Karlsruhe Marktplatz - Karlsruhe Entenfang - 18.11.2013: Karlsruhe Albtalbahnhof/Kronenplatz – Germersheim Bahnhof über Karlsruhe Entenfang - 15.12.2019: Karlsruhe Tullastraße – Germersheim Bahnhof über Karlsruhe West - 12.12.2021: Karlsruhe Marktplatz – Germersheim Bahnhof über Karlsruhe West | |
| S 71  | - 11.12.2016: Karlsruhe Hbf – Achern | über Malsch |
| S 81  | - 11.12.2016: Karlsruhe Hbf – Freudenstadt Hbf (– Eutingen im Gäu) - 11.12.2017: Karlsruhe Hbf – Freudenstadt Hbf (– Herrenberg) - 10.12.2022: Karlsruhe Hbf – Freudenstadt Hbf (– Bondorf (b Herrenberg)) | über Malsch |

## Fahrzeuge

### Aktueller Wagenpark
| Typ           | Hersteller       | Baujahre  | Anzahl | Fahrzeugnummern | Betriebsart           | Stromsystem                     | Länge   | Ladehöhe               |
| ------------- | ---------------- | --------- | ------ | --------------- | --------------------- | ------------------------------- | ------- | ---------------------- |
| GT8-100C/2S   | DUEWAG           | 1991-1995 | 36     | 801 - 836       | Zweirichtungsfahrzeug | Gleichspannung, Wechselspannung | 37,61 m | 1000 mm (Fußbodenhöhe) |
| GT8-100D/2S-M | Siemens          | 1997-2005 | 86     | 837 - 922       | Zweirichtungsfahrzeug | Gleichspannung, Wechselspannung | 37,6 m  | 580 mm                 |
| ET 2010       | Bombardier       | 2011-2013 | 62     | 923 - 984       | Zweirichtungsfahrzeug | Gleichspannung, Wechselspannung | 37,0 m  | 580 mm                 |
| GT6-70D/N     | DUEWAG / Siemens | 1995-2005 | 45     | 221 - 265       | Einrichtungsfahrzeug  | Gleichspannung                  | 29,5 m  | 340 mm                 |
| GT8-70D/N     | DUEWAG / Siemens | 1995-2005 | 25     | 301 - 325       | Einrichtungsfahrzeug  | Gleichspannung                  | 39,5 m  | 340 mm                 |
| NET 2012      | Vossloh-Kiepe    | 2014-2015 | 75     | 326 - 400       | Einrichtungsfahrzeug  | Gleichspannung                  | 37,2 m  | 345 mm                 |

### Fahrzeugeinsatz
Im Karlsruher Stadtbahnnetz kommen derzeit acht verschiedene Fahrzeugtypen zum Einsatz, wobei die zwei älteren niederflurigen Fahrzeugtypen nur auf der Linie S2 und die NET 2012 auf den Linien S1/S11/S12/S2 zum Einsatz kommen.
| Linien        | S 1 S 11 S 12 | S 2                            | S 31 S 32                  | S 4                    | S 41 S 42              | S 5 S 51 S 52          | S 6           | S 7                    | S 71                                | S 8S 81       |
| Fahrzeug- typ | NET 2012      | NET 2012, GT6-70D/N, GT8-70D/N | GT8-100C/2S, GT8-100D/2S-M | GT8-100D/2S-M, ET 2010 | GT8-100D/2S-M, ET 2010 | GT8-100D/2S-M, ET 2010 | GT8-100D/2S-M | GT8-100D/2S-M, ET 2010 | GT8-100C/2S, GT8-100D/2S-M, ET 2010 | GT8-100D/2S-M |

### Neue Fahrzeuge ab 2025
Zusammen mit den Verkehrsbetrieben Karlsruhe (VBK), der Saarbahn, der Schiene OÖ, dem Land Salzburg und der Zweckverband Regional-Stadtbahn Neckar-Alb schrieb die AVG im Jahr 2020 unter dem Projektnamen VDV-Tram-Train die Entwicklung und Anschaffung neuer Stadtbahntriebwagen aus. Durch diese Kooperation sollen Kosten in der Entwicklung und Zulassung gespart werden. Von den insgesamt 246 geplanten Einheiten sollen AVG und VBK zusammen 148 übernehmen. Es besteht eine Option über weitere 258 Fahrzeuge, davon 125 für VBK und AVG. Die AVG beschafft Zweisystemwagen, die VBK dagegen reine Gleichstromeinheiten. Stadler Rail gewann die Ausschreibung im Jahr 2021 mit dem Fahrzeugtyp Citylink. AVG und VBK besitzen mit dem NET 2012 bereits Fahrzeuge dieses Typs. Die Neufahrzeuge der AVG sollen ab 2025, die der VBK ab 2026 geliefert werden. Die VBK übernimmt dabei die Gesamtprojektleitung und die Koordination der Abwicklung des Auftrags. Am 14. Mai 2024 haben die VBK dazu eine Förderung in Höhe von 101 Millionen Euro vom Land Baden-Württemberg erhalten.

### Zweisystemfahrzeuge

#### GT8-100C/2S

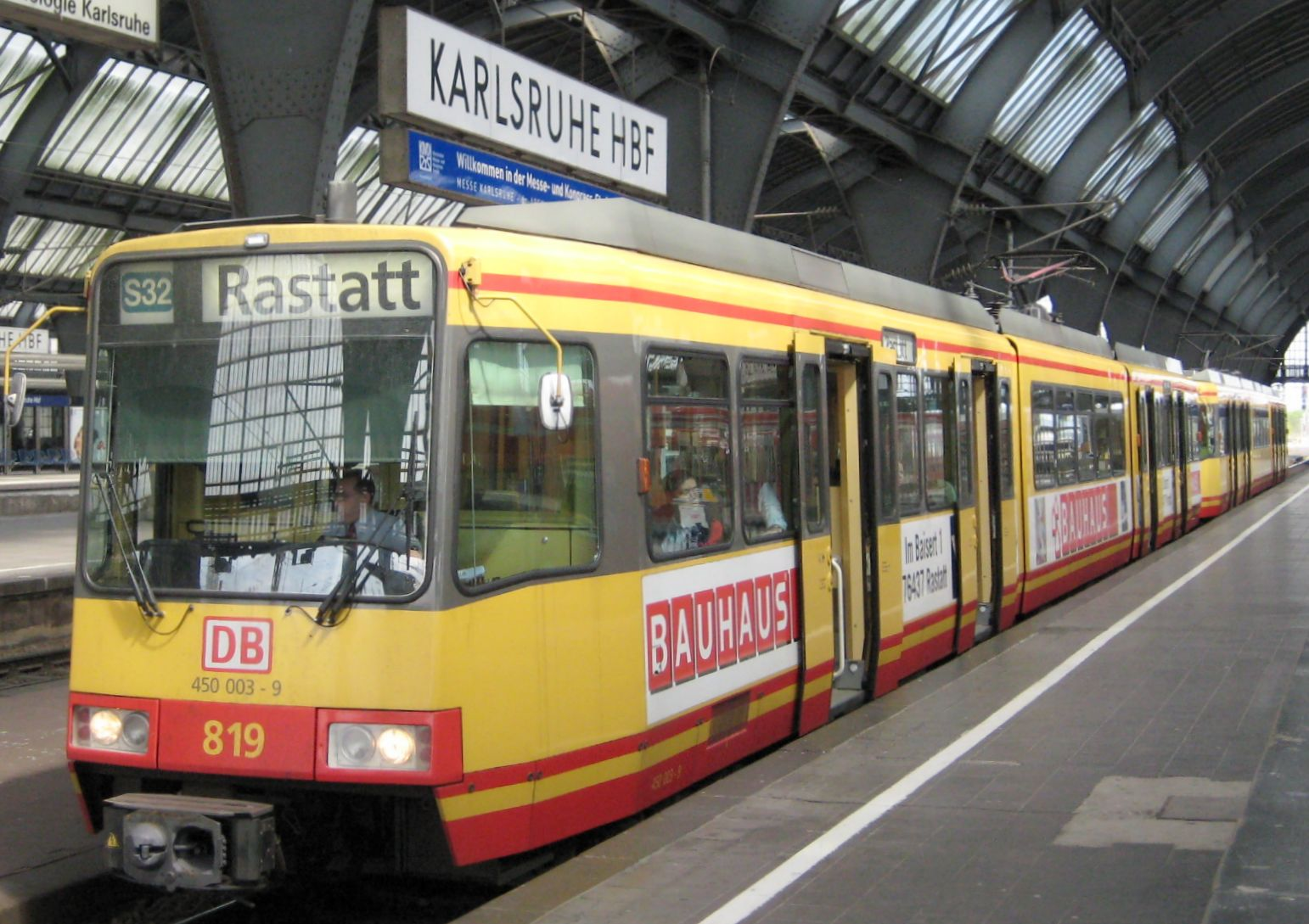
Die erste Zweisystemfahrzeuggeneration im Karlsruher Hauptbahnhof

Als das Stadtbahnnetz mit der Linie B zum ersten Mal auch Strecken mit Wechselstrombetrieb bediente, musste eine völlig neue Art von Fahrzeugen für den Einsatz im Zweisystemnetz entwickelt werden. Die auf dem Stadtbahnwagen B basierenden hochflurigen Fahrzeuge verfügten als erste Stadtbahnwagen ihrer Art über technische Ausrüstung, die ihnen den Einsatz auf mit Gleichstrom- sowie auch mit Wechselstrom betriebenen Strecken ermöglichte. Zwischen 1991 und 1995 wurden insgesamt 36 Exemplare ausgeliefert.
| Hersteller:       | DUEWAG                            |
| Baujahre:         | 1991–1995                         |
| Wagenlänge:       | 37,61 m                           |
| Wagenbreite:      | 2,65 m                            |
| Stromsystem:      | Gleichspannung, Wechselspannung   |
| Motoren/Leistung: | 2 Gleichstrommotoren zu je 280 kW |
| Betriebsart:      | Zweirichtungsfahrzeug             |
| Stückzahl:        | 35                                |

#### GT8-100D/2S-M

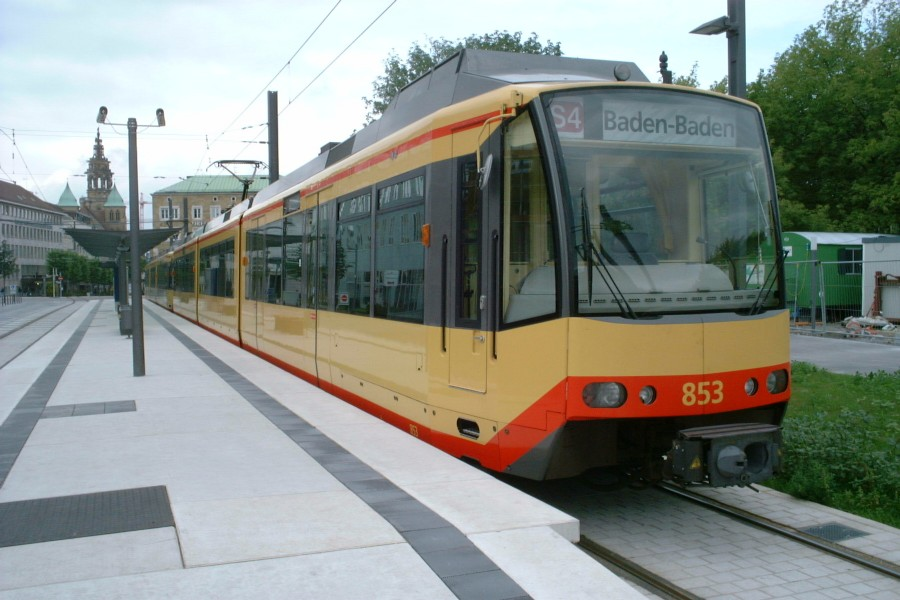
Wagen 853 an der Haltestelle Heilbronn Harmonie

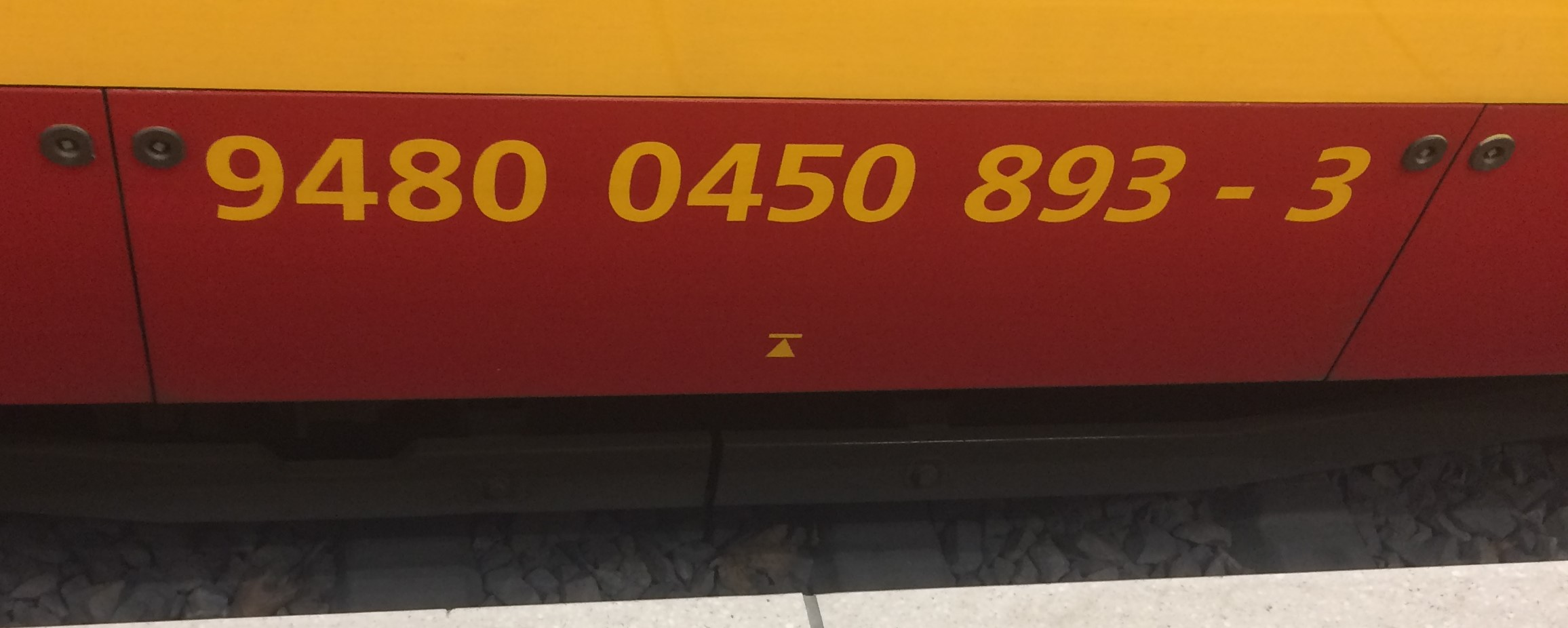
Stadtbahnwagen 893 der Baureihe 0450 in Karlsruhe, UIC-Kennzeichnung des Triebfahrzeugs

Um das wachsende Stadtbahnnetz im Karlsruher Umland bedienen zu können, wurde die erste Fahrzeuggeneration weiterentwickelt. Unter anderem wurden die Fahrzeuge mittelflurig ausgeführt, um einen einfacheren und barrierefreien Fahrgastwechsel (an entsprechenden Bahnsteigen) ermöglichen zu können. Zwischen 1997 und 2005 wurden von den Zweisystemfahrzeugen 86 Stück beschafft.
| Hersteller:       | Siemens                         |
| Baujahre:         | 1997–2005                       |
| Wagenlänge:       | 37,6 m                          |
| Wagenbreite:      | 2,65 m                          |
| Stromsystem:      | Gleichspannung, Wechselspannung |
| Motoren/Leistung: | 4 Drehstrommotoren zu je 127 kW |
| Betriebsart:      | Zweirichtungsfahrzeug           |
| Stückzahl:        | 86                              |

#### ET 2010

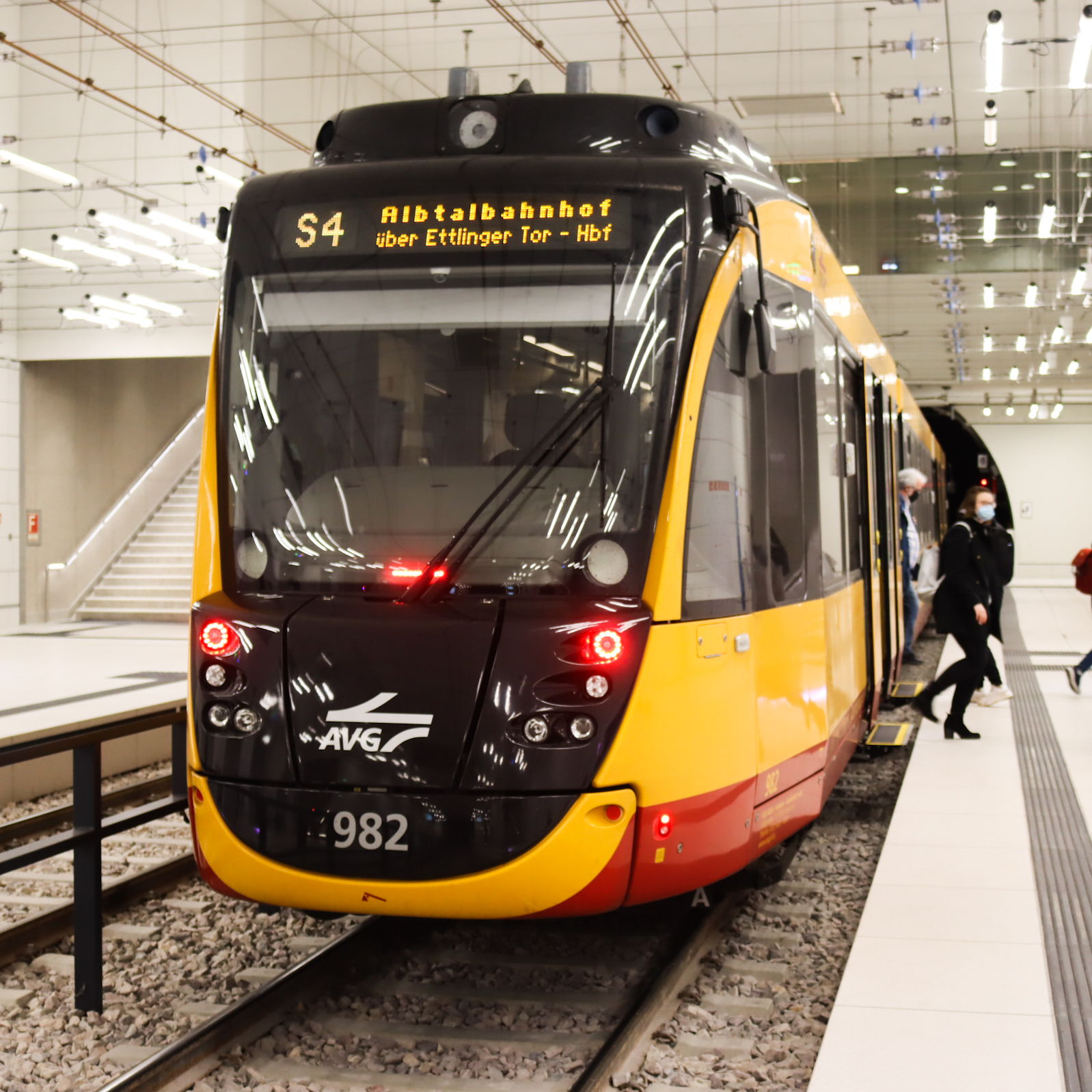
ET 2010 im Karlsruher Stadtbahntunnel

Im Herbst 2009 bestellten AVG, VBK und die Landkreise Karlsruhe und Germersheim 30 neue Zweisystemfahrzeuge des Typs Flexity Swift zur Lieferung im August 2011 mit einer Option auf weitere 45 Wagen. Das Auftragsvolumen belief sich auf 129 Mio. Euro. Geplant war zunächst, die ersten sechs Fahrzeuge Ende 2011 auf der Strecke Wörth–Germersheim fahren zu lassen, 15 Fahrzeuge ab Dezember 2012 auf der Strecke Heilbronn-Nord und die restlichen neun Fahrzeuge ab 2013 im Stadt- und Landkreis Karlsruhe. Die ersten Fahrzeuge trafen im Mai 2012 in Karlsruhe ein. Nach Problemen mit der Zulassung verzögerte sich die Inbetriebnahme und somit konnten die Einheiten erst in der zweiten Hälfte des Jahres 2013 eingesetzt werden. Im Laufe der Jahre 2017 und 2018 wurde eine zweite Option mit 12 Fahrzeugen geliefert, 2019 wurde schließlich eine erneute Lieferung über 20 weitere Fahrzeuge vereinbart, die bis Mitte 2021 erwartet wurden.
| Hersteller:       | Bombardier                      |
| Baujahre:         | 2011–2013                       |
| Wagenlänge:       | 37,0 m                          |
| Wagenbreite:      | 2,65 m                          |
| Stromsystem:      | Gleichspannung, Wechselspannung |
| Motoren/Leistung: | 4 Drehstrommotoren zu je 150 kW |
| Betriebsart:      | Zweirichtungsfahrzeug           |
| Stückzahl:        | 62                              |

### Einsystemfahrzeuge

#### GT6-70D/N / GT8-70D/N

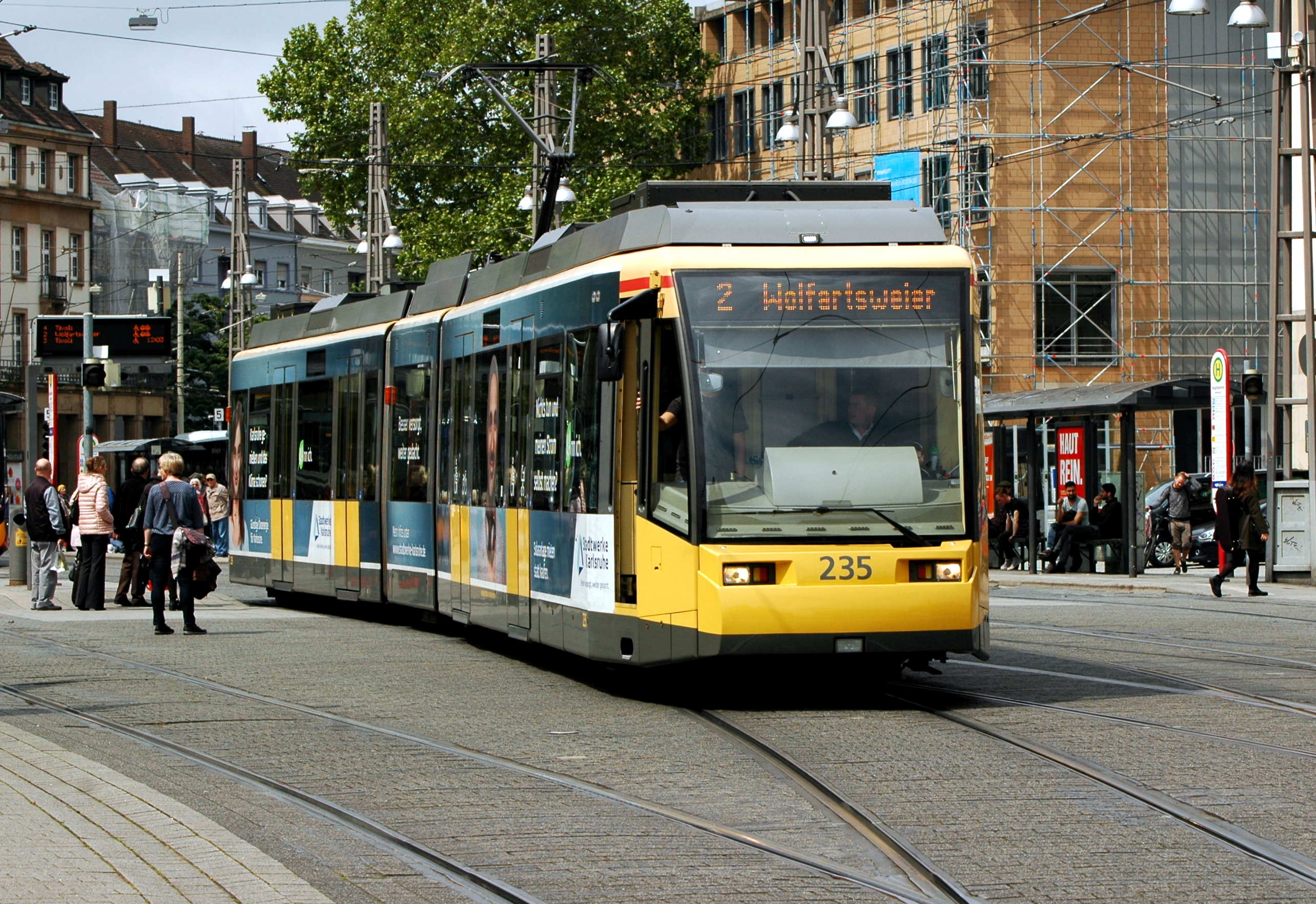
Ein GT6-70D/N im Karlsruher Straßenbahnnetz

Durch den teilweise gemeinsam geführten Fahrzeugpark mit den Verkehrsbetrieben Karlsruhe werden auf der niederflurigen und eher einer Überlandstraßenbahn ähnelnden Stadtbahnlinie S2 Fahrzeuge eingesetzt, die ursprünglich hauptsächlich im Karlsruher Straßenbahnnetz eingesetzt wurden.
| Hersteller:       | DUEWAG / Siemens                |
| Baujahre:         | 1995–2005                       |
| Wagenlänge:       | 29,5 m / 39,5 m                 |
| Wagenbreite:      | 2,65 m                          |
| Stromsystem:      | Gleichspannung                  |
| Motoren/Leistung: | 4 Drehstrommotoren zu je 127 kW |
| Betriebsart:      | Einrichtungsfahrzeug            |
| Stückzahl:        | 45 / 25                         |

#### NET 2012

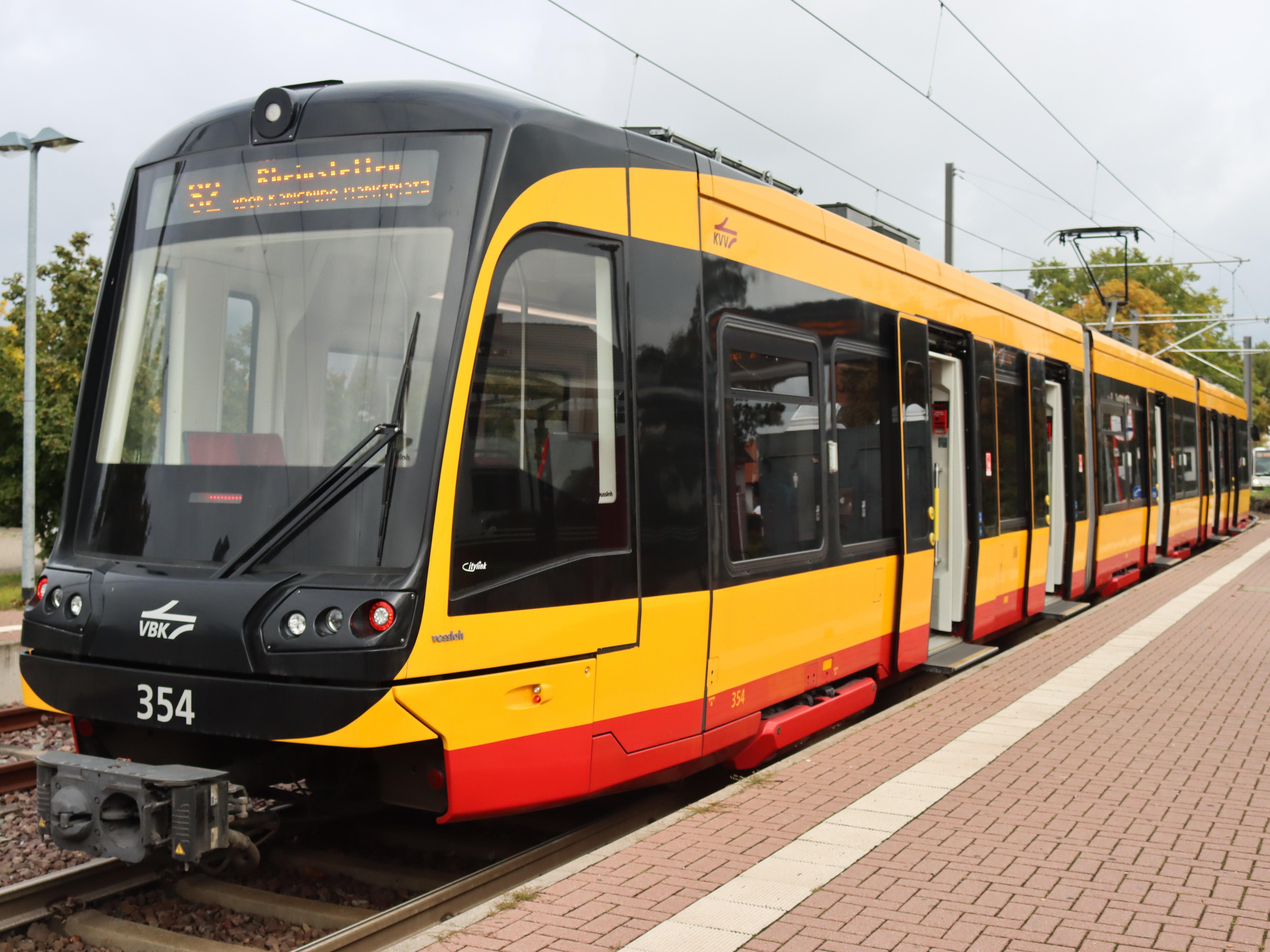
Ein Stadtbahnzug an der Endhaltestelle der Linie S2

Die NET 2012 verkehren seit Dezember 2014 auf der Linie S2 und seit Juli 2017 auf den Linien S1/S11. Seit dem Fahrplanwechsel im Dezember 2021 verkehren die NET 2012 auch auf der Linie S12.
| Hersteller:       | Vossloh-Kiepe / Stadler Rail    |
| Baujahre:         | 2014–2019                       |
| Wagenlänge:       | 37,2 m                          |
| Wagenbreite:      | 2,65 m                          |
| Stromsystem:      | Gleichspannung                  |
| Motoren/Leistung: | 4 Drehstrommotoren zu je 125 kW |
| Betriebsart:      | Einrichtungsfahrzeug            |
| Stückzahl:        | 75                              |

### Ersatzfahrzeugchronik (2010 bis 2014)
Durch die verspätete Lieferung der Zweisystem-Stadtbahnwagen der dritten Generation (ET 2010) und die Eröffnung der Stadtbahnstrecke nach Germersheim im Jahr 2010 kam es zu Engpässen im Fuhrpark. Dieses Problem löste die Albtal-Verkehrs-Gesellschaft, indem sie drei Triebwagen der Typs Flexity Link von der Saarbahn anmietete. Diese wurden vom Februar 2010 bis Dezember 2013 auf der Linie S9 eingesetzt.
Da das Mietverhältnis zum Wechsel auf den Winterfahrplan 2013 endete und die ET 2010 immer noch keine EBO-Zulassung erhalten hatten, wurden als Ersatz für die Triebwagen der Saarbahn drei Regio-Shuttle-Dieseltriebwagen  von der Prignitzer Eisenbahn GmbH gemietet. Diese Fahrzeuge wurden hauptsächlich auf der Linie S9 eingesetzt und im Dezember 2014 zurückgegeben.

### Ehemalige Fahrzeuge

#### GT6-EP / GT8-EP

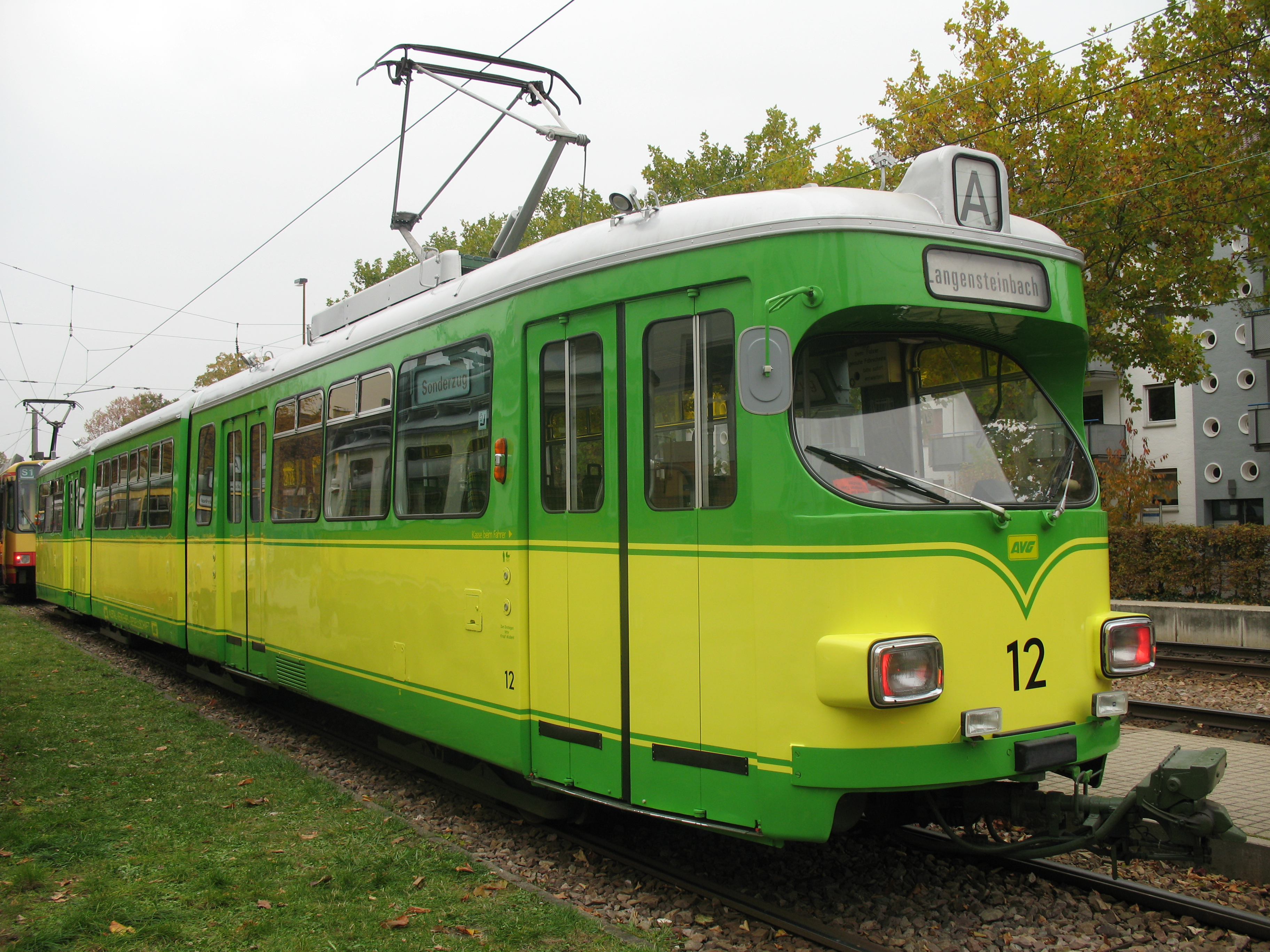
Ein GT8-EP im AVG-Farbschema der 70er Jahre

Diese Fahrzeuge wurden von 1958 bis 1984 auf der Linie A (Neureut – Karlsruhe – Bad Herrenalb/Ittersbach) teilweise zusammen mit den GT6-EP der Verkehrsbetriebe Karlsruhe eingesetzt und waren somit die ersten Fahrzeuge der AVG auf den späteren Stadtbahnstrecken S1 und S11. Sie verkehrten bis 1983 ausschließlich auf der Linie A und wurden danach im Karlsruher Straßenbahnnetz eingesetzt. Der letzte Wagen wurde Mitte der 2000er Jahre ausgemustert. Die beiden Triebwagen 4 und 12 verblieben als Museumswagen in Karlsruhe und erhielten ihre ursprünglichen Nummern zurück.
| Einsatzzeitraum:  | 1958–1984                         |
| Hersteller:       | Düwag                             |
| Baujahre:         | 1958–1969                         |
| Wagenlänge:       | 26,98 m                           |
| Wagenbreite:      | 2,40 m                            |
| Stromsystem:      | Gleichspannung                    |
| Motoren/Leistung: | 2 Gleichstrommotoren zu je 150 kW |
| Betriebsart:      | Einrichtungsfahrzeug              |
| Stückzahl:        | 21                                |

#### GT8-EP (Waggon Union)

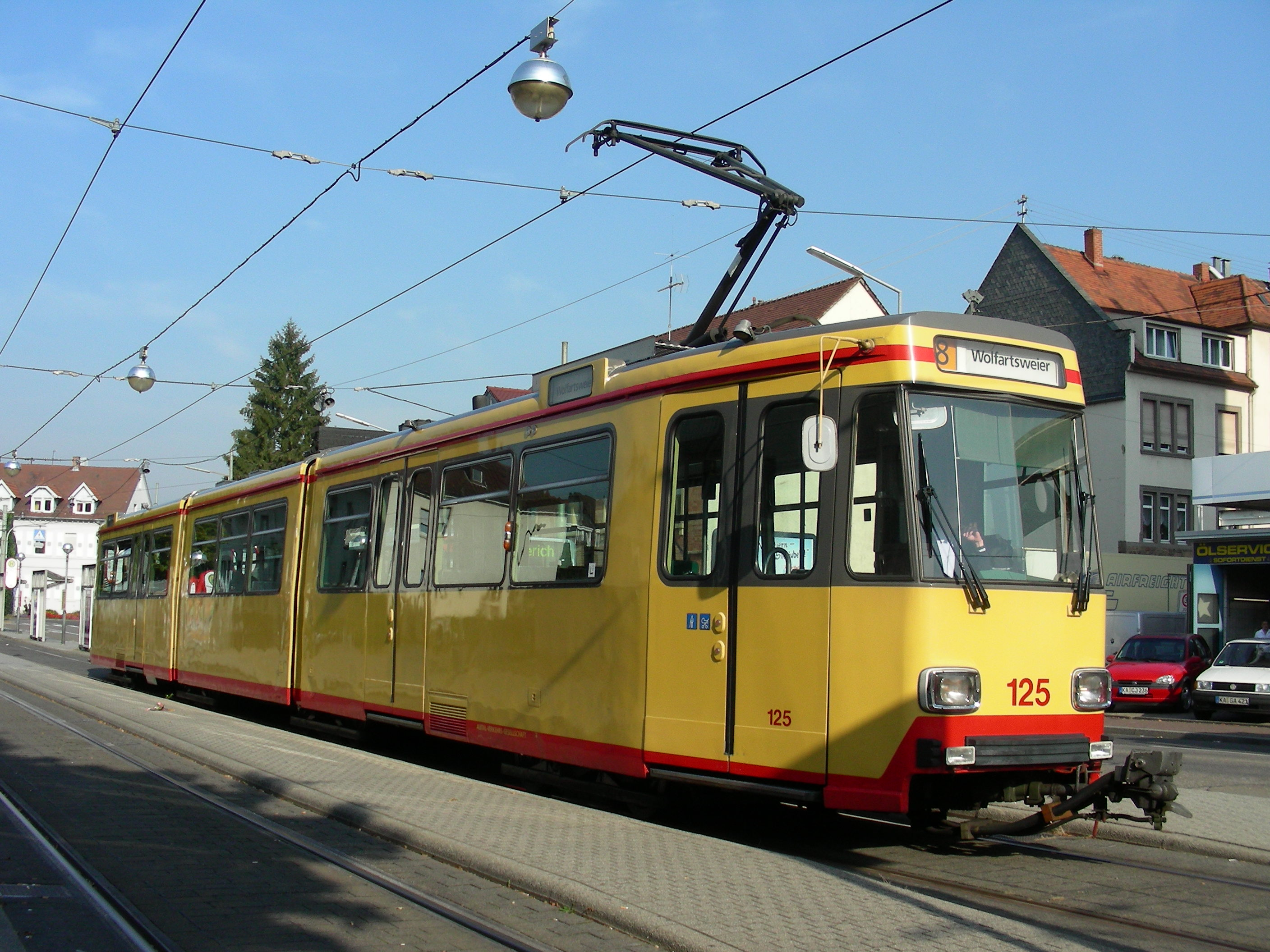
GT8-EP auf der Straßenbahnlinie 8 in Karlsruhe-Durlach

Im Jahr 1975 wurden zur Aufstockung des Fahrzeugbestandes vier weitere Fahrzeuge beschafft, die neuentwickelt, aber mit den alten Fahrzeugen kuppelbar waren. Sie erhielten wie die Fahrzeuge davor die Bezeichnung GT8-EP und verkehrten bis 1987 auf der Linie A. Nachdem die Fahrzeuge durch die Wagen GT6-80C und GT8-80C auf der Linie A ersetzt wurden, kamen sie hauptsächlich im Karlsruher Straßenbahnnetz zum Einsatz. Die Wagen 124 und 125 wurden im Jahr 2000 modernisiert und die Bezeichnung in GT8-70C geändert. Unter anderem erhielten sie dabei ausfahrbare Trittstufen, die einen Einsatz auf der Stadtbahnlinie S2 ermöglichten, zu dem es bis zur Anlieferung weiterer Niederflurwagen in der ersten Hälfte der 2000er Jahre regelmäßig kam. Zuletzt verkehrten sie auf der Straßenbahnlinie 5, bevor 2015 das letzte Exemplar ausgemustert wurde. Wagen 124 blieb als Museumswagen erhalten.
| Einsatzzeitraum:  | 1975–1987                         |
| Hersteller:       | Waggon Union                      |
| Baujahre:         | 1975                              |
| Wagenlänge:       | 27,72 m                           |
| Wagenbreite:      | 2,40 m                            |
| Stromsystem:      | Gleichspannung                    |
| Motoren/Leistung: | 2 Gleichstrommotoren zu je 150 kW |
| Betriebsart:      | Einrichtungsfahrzeug              |
| Stückzahl:        | 4                                 |

#### GT6-80C / GT8-80C

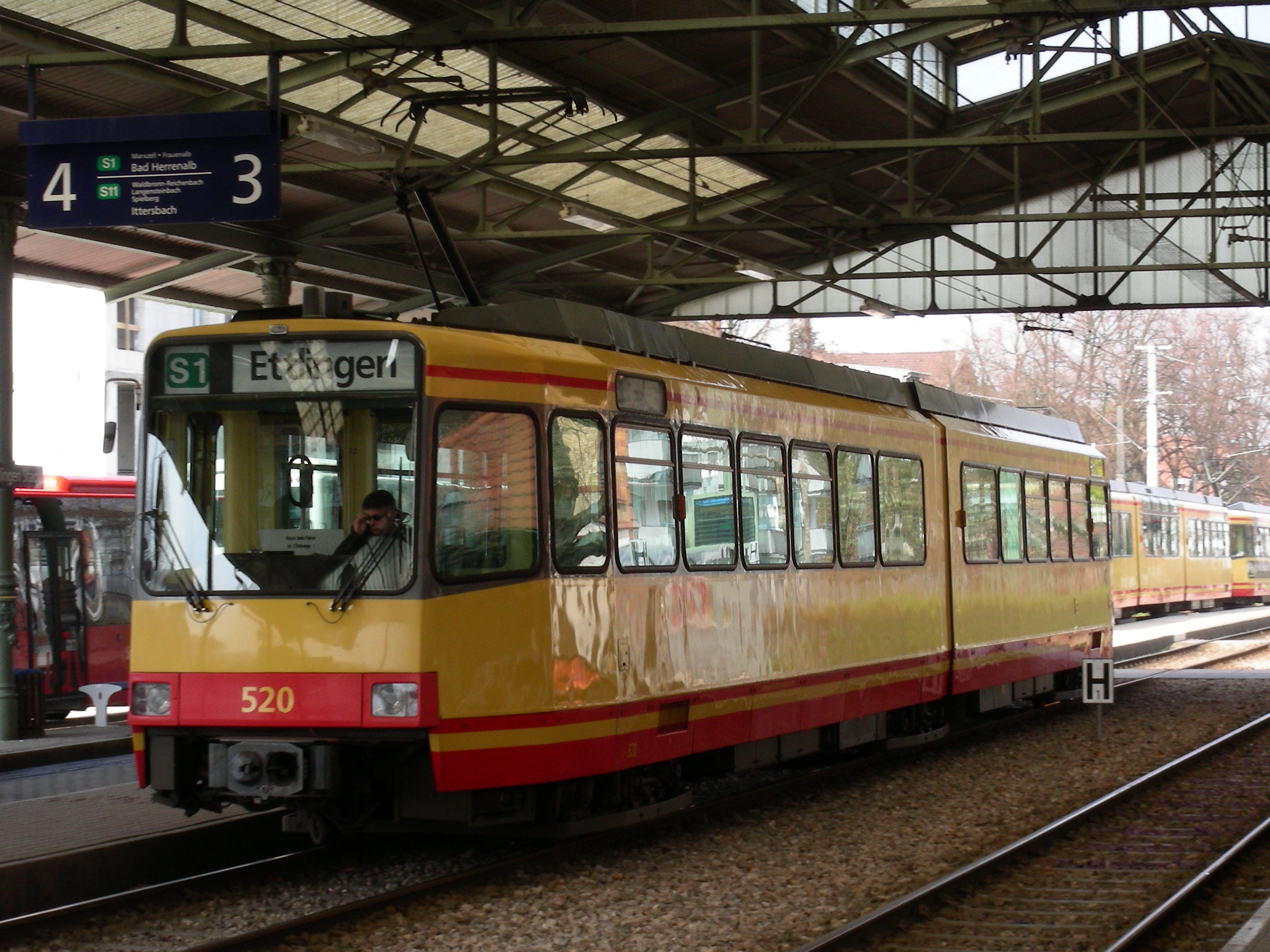
GT6-80C im Bahnhof Ettlingen Stadt

Ab 1983 kamen diese vom Stadtbahnwagen B abgeleiteten hochflurigen Stadtbahnwagen zum Einsatz. Die 85 Einrichtungswagen, die nur für den Gleichstrombetrieb ausgelegt waren, verkehrten zunächst auf der Linie A und später auf den Stadtbahnlinien S1, S11 und S2.
Da die Fahrzeuge für den Betrieb im damals noch im Bau befindlichen Stadtbahntunnel nicht geeignet waren und Umbauten aufgrund der Alters nicht wirtschaftlich umgesetzt werden konnten, wurden sie zwischen den Jahren 2015 und 2022 fast vollständig ausgemustert. Nach der Eröffnung der Stadtbahntunnels verkehrt 2023 noch ein Exemplar des GT8-80C aushilfsweise auf der S12.
| Einsatzzeitraum:  | 1983–2023                         |
| Hersteller:       | Waggon Union / DUEWAG             |
| Baujahre:         | 1983–1984, 1987, 1989             |
| Wagenlänge:       | 28,40 m / 38,41 m                 |
| Wagenbreite:      | 2,65 m                            |
| Stromsystem:      | Gleichspannung                    |
| Motoren/Leistung: | 2 Gleichstrommotoren zu je 280 kW |
| Betriebsart:      | Einrichtungsfahrzeug              |
| Stückzahl:        | 45 / 40                           |

## Barrierefreiheit
Im Karlsruher Stadtbahnsystem sind durch die beiden Systeme unterschiedliche Bahnsteighöhen von 34 cm (Niederflur) und von 55 cm (Mittelflur) vorhanden. Im Karlsruher Stadtgebiet befinden sich zentrale Haltestellen, die einen barrierefreien Umstieg zwischen dem mittelflurigen Zweisystemnetz und dem niederflurigen Einsystemnetz bzw. der Karlsruher Straßenbahn ermöglichen. Diese ist im Westen das Mühlburger Tor, im Osten die Tullastraße und zukünftig im Süden der Hauptbahnhof (noch in Planung).
Der Karlsruher Verkehrsverbund bietet eine Broschüre mit Informationen für Menschen mit eingeschränkter Mobilität zur Nutzung des Schienenverkehrs im KVV an.

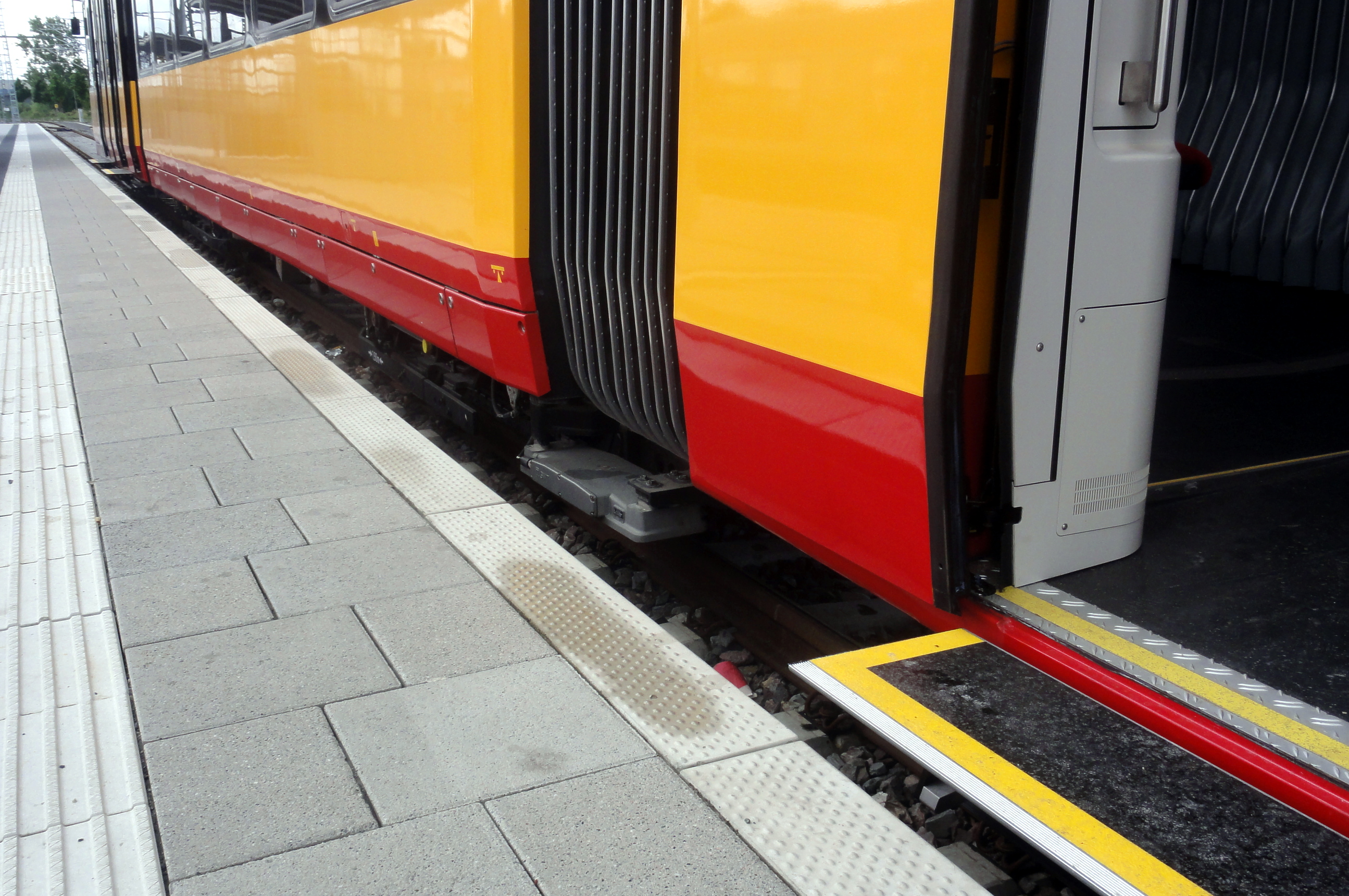
Barrierefreier Einstieg in einen Stadtbahntriebwagen

### Einsystemnetz
Die Stadtbahnlinien S11, S11 und S2 im Einsystemnetz werden durchgängig mit niederflurigen Fahrzeugen bedient, die einen barrierefreien Ein- und Ausstieg bei 34 cm hohen Bahnsteigen ermöglichen.
Der Bahnhof Bad Herrenalb wurde Ende 2016 umgebaut und ist seitdem als erster im Albtal (Stadtbahnlinie S1) vollständig barrierefrei nutzbar weitere Haltestellen sollen folgen, denn viele Bahnsteige dieser Linie haben, wie auch Bad Herrenalb vor dem Umbau, eine Höhe von 38 cm nach EBO-Standard, 4 cm höher als die Bahnsteige im Straßenbahnnetz, außerdem fehlen oftmals Blindenleitstreifen und manchmal ausreichende Breiten und stufenfreie Zugänge etc., so dass die Barrierefreiheit aktuell oft nur eingeschränkt ist. Vollständig barrierefrei sind auch schon einzelne Haltestellen des Nordastes nach Hochstetten.

### Zweisystemnetz

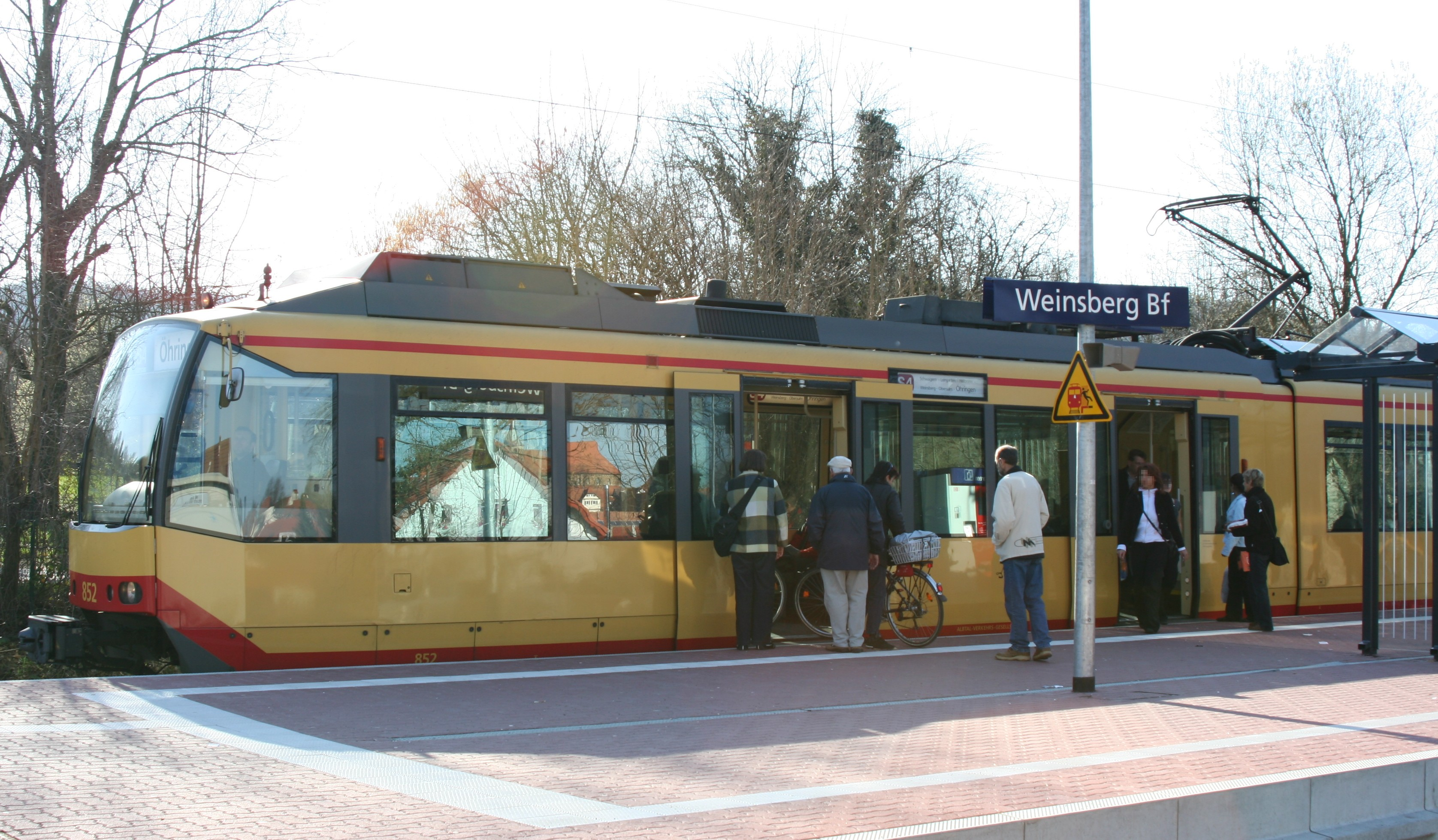
Das Zweisystemnetz ist zum Großteil barrierefrei

Die mittelflurigen Zweisystemfahrzeuge der zweiten (GT8-100D/2S-M) und dritten Generation (ET 2010) ermöglichen im Zweisystemnetz an 55 cm hohen Bahnsteigen einen barrierefreien Einstieg, während die hochflurigen Triebwagen der ersten Generation (GT8-100C/2S) mit einer Einstiegshöhe von 100 cm über der Schienenoberkante nur durch Stufen erreichbar sind. Die 55 cm hohen Bahnsteige sind fast durchgehend auf den ab Mitte der 1990er Jahre gebauten Strecken (insbesondere Murgtal, Enztal, Streckenast nach Odenheim, Kraichgaustrecke ab Eppingen) vertreten. Ältere Bestandsstrecken weisen überwiegend Bahnsteighöhen von 76 bzw. 38 cm auf.
Problematisch ist die teilweise gemeinsame Nutzung von Haltestellen mit der S-Bahn RheinNeckar, die eine auf ihre Fahrzeuge angepasste Bahnsteighöhe von 76 cm nutzt. Dieses Problem wurde durch den Ausbau der Bahnhöfe Karlsruhe-Durlach, Bruchsal, Sinsheim Hbf und Sinsheim Museum/Arena mit zwei verschiedenen Bahnsteighöhen gelöst.
Im Stadtgebiet Karlsruhe gibt es nur wenige Straßenbahnhaltestellen, an welchen die Zweisystemfahrzeuge einen vollständigen, barrierefreien Fahrgastwechsel ermöglichen (z. B. Mühlburger Tor, Tullastraße oder Starckstraße). Daneben ist der Zustieg an den niederflurigen 34 cm hohen Bahnsteigen nur über eine Trittstufe möglich. Einige Haltestellen bieten an den vorderen zwei Türen einen ebenerdigen Einstieg. Dazu befindet sich eine entsprechende Erhöhung (landläufig Hubbel genannt) im vorderen Bereich der Haltestelle. Dies findet man z. B. an allen Haltestellen der Kombilösung und oberirdisch z. B. an der Yorckstraße oder am Gottesauer Platz.

### Planungen
Geplant ist so bald wie möglich ein vollständig barrierefreies Stadtbahnsystem zu ermöglichen. Dazu werden die 36 hochflurigen Zweisystemfahrzeuge mittelfristig durch mittelflurige Fahrzeuge mit einer Einstiegshöhe von 55 cm ersetzt und die restlichen Bahnsteige im Zweisystemnetz passend dazu ausgebaut.
Des Weiteren soll der Umstieg zwischen dem mittelflurig geplanten Zweisystemnetz, dem niederflurigen Einsystem-Netz und der niederflurigen Straßenbahnsystem in Karlsruhe erleichtert werden. Langfristig sollen die Bahnsteige an allen Haltestellen, die von Straßenbahn- und Stadtbahnfahrzeugen genutzt werden, auf 15 m Länge mit einem 550 mm hohen Bereich bestückt werden. Somit ist das barrierefreie Einsteigen an den ersten zwei Türen der mittelflurigen Zweisystemfahrzeugen möglich.

## Zukünftige Entwicklung
Planungen zur Erweiterung des Stadtbahnnetzes im Raum Heilbronn werden im Artikel „Stadtbahn Heilbronn“ beschrieben.
Durch den umfangreichen Ausbau des Streckennetzes in den 1990er Jahren konnte inzwischen das gesamte rechtsrheinische Karlsruher Umland erschlossen werden. Einige Planungen, z. B. die innerstädtische Erschließung der Städte Bruchsal, Rastatt, Baden-Baden und Landau (Pfalz) sowie die Verlängerung der Stadtbahnlinie S2 nach Durmersheim scheiterten allerdings am politischen Widerstand der jeweiligen Kommunalpolitiker. Der zeitweise geplante Stadtbahnbetrieb zwischen Bruchsal und Germersheim wurde zugunsten einer Integration dieser Strecke in die S-Bahn RheinNeckar aufgegeben.
Auch die linksrheinischen Gebiete konnten bisher nur unzureichend erschlossen werden. Die geringe Bevölkerungsdichte, die stärkere Ausrichtung der Verkehrsströme in Richtung Mannheim/Ludwigshafen sowie die fehlende Fahrleitung der Eisenbahnstrecken in der Südpfalz erschwerten bisher einen weiteren Ausbau des Stadtbahnnetzes.

### Barrierefreier Umbau des Hauptbahnhofsvorplatzes Karlsruhe
Auf dem Vorplatz des Hauptbahnhofs Karlsruhe liegt eine viergleisige Haltestelle für Straßen- und Stadtbahnen. Der Zugang zu den Bahnen wird durch zwei Außenbahnsteige an den Gleisen 1 und 4 sowie zwei Mittelbahnsteige zwischen den Gleisen 1 und 2 sowie zwischen den Gleisen 3 und 4 ermöglicht.
Keiner dieser Bahnsteige ermöglicht einen barrierefreien Einstieg. Um diesen zukünftig herzustellen, sind sowohl längere als auch breitere Bahnsteige erforderlich. Da je nach Stadt- bzw. Straßenbahnlinie unterschiedliche Einstiegshöhen notwendig sind, sollen die Gleise der Mittelbahnsteige unterschiedliche Höhenlagen erhalten. So wird ein stufenloser Zugang in alle regulär verkehrenden Züge möglich. Auch der Wetterschutz soll im Zuge des Umbaus verbessert werden. Dabei wurde noch nicht entschieden, ob ein großes Dach oder einzelne Bahnsteigdächer gebaut werden sollen.
Die Umsetzung wird nach 2030 erwartet, provisorisch werden eventuell ab 2025 erhöhte Kurzbahnsteige errichtet, die einen barrierefreien Zugang zu den ersten beiden Türen ermöglichen sollen. Der Umbau wird mit einer geplanten Kapazitätserhöhung zwischen dem Hauptbahnhofvorrplatz und dem Albtalbahnhof abgestimmt.

### Einschleifung der Linien S31/S32 in die Karlsruher Innenstadt
Im Rahmen der Netzkonzeption für 2030 ist die Einschleifung der Stadtbahnlinien S31 und S32, die von Odenheim und Menzingen kommen, in die Karlsruher Innenstadt nach dem Karlsruher Modell geplant. Diese Maßnahme umfasst mehrere bauliche Elemente, darunter einen zweigleisigen Abzweig von der DB-Strecke 4000 mit Systemwechselstelle, die Unterquerung der DB-Strecke 4020 in einer bereits vorbereiteten Eisenbahnüberführung, eine höhengleiche Kreuzung des Ostrings (B10) sowie die Anbindung an das städtische Straßenbahnnetz östlich der Haltestelle Schloss Gottesaue.
Am 24. November 2022 gab der Verwaltungsausschuss des Kreistags grünes Licht für die geplante Einschleifung der Stadtbahnlinie S31/S32 in die Karlsruher Innenstadt und betonte dabei die finanzielle Herausforderung, die mit den zusätzlichen Zuschussbedarfen für den öffentlichen Nahverkehr einhergeht.

### Anbindung an den Baden-Airpark
Seit vielen Jahren wird eine Anbindung des Regionalflughafens Karlsruhe/Baden-Baden diskutiert. In den 1990er Jahren scheiterte die ursprüngliche Planung einer Strecke durch die Rastatter Innenstadt über Iffezheim und Hügelsheim am politischen Widerstand in Rastatt. Neben der weiterhin diskutierten Streckenführung ab Rastatt mit oder ohne Stadtdurchquerung schlug die Stadt Baden-Baden 2008 eine alternative Streckenführung vom Bahnhof Baden-Baden zum Baden-Airpark vor. In der 2010 veröffentlichten standardisierten Bewertung erreichte diese Anbindung unter fünf Alternativen den besten Kosten-Nutzen-Wert von 1,19, eine der Trassen ab Rastatt über die Eisenbahnstrecke Rastatt–Wintersdorf den Wert 1,03. Da keine Aussicht auf Landesförderung bestand, wurde das Projekt aufgrund der finanziellen Rahmenbedingungen zurückgestellt.

### Anbindung von Malsch und Muggensturm an Ettlingen
Zur besseren Anbindung von Bruchhausen, Malsch und Muggensturm an die Stadtzentren von Ettlingen und Karlsruhe war der Bau einer Verbindungsstrecke zwischen der Badischen Hauptbahn bei Bruchhausen und der Albtalbahn bei der Haltestelle Ettlingen-Erbprinz geplant. Dadurch sollte es möglich sein, Stadtbahnzüge von Rastatt über Muggensturm, Malsch, Bruchhausen, Ettlingen-Erbprinz, Rüppurr, Karlsruhe Bahnhofsvorplatz bis in die Karlsruher Innenstadt zu führen. Die in diesem Zusammenhang geplanten zusätzlichen Haltepunkte Muggensturm Badesee und Malsch Süd an der bestehenden Strecke zwischen Rastatt und Bruchhausen wurden von 2009 bis Dezember 2014 errichtet. Aufgrund der geplanten Herausnahme der Verbindungen Karlsruhe–Malsch–Rastatt aus dem Stadtbahnnetz ist eine Realisierung dieser Maßnahme in der ursprünglich geplanten Form nicht mehr möglich.
Stattdessen wird untersucht, ob eine Stadtbahnverbindung zwischen Rastatt und Ettlingen unter Nutzung der bestehenden Ettlinger Seitenbahn möglich ist.

### Spöck–Karlsdorf-Neuthard–Bruchsal sowie Bruchsal–Hambrücken–Waghäusel
Auch eine Verlängerung der S2 über Spöck hinaus bis in die Bruchsaler Innenstadt und von dort weiter in Richtung Waghäusel wurde bis 2012 verfolgt. Die standardisierte Bewertung ergab jedoch für alle untersuchten Varianten kein förderwürdiges Kosten-Nutzen-Verhältnis, so dass das Projekt zunächst nicht weiter verfolgt wurde.
Nachdem die Bewertungskriterien und das Verfahren zum 1. Juli 2022 geändert worden sind, wurde vom Kreistag im Landkreis Karlsruhe eine erneute standardisierte Bewertung für eine Verlängerung der S2 von Stutensee-Spöck in den nordwestlichen Landkreis auf den Weg gebracht.

### Stadtbahnverbindung Karlsruhe-Mühlburg–Neureut und Hochstetten–Graben-Neudorf
Im Rahmen von Überlegungen zur Reaktivierung weiterer stillgelegter oder nur noch im Güterverkehr betriebener Strecken, wurde das Potential für eine Reaktivierung der Strecke zwischen Karlsruhe-Mühlburg und Neureut sowie ein Wiederaufbau der Strecke zwischen Hochstetten und Graben-Neudorf untersucht.  Beide Strecken verfügen über ausreichend Fahrgastpotential, so dass von der Stadt Karlsruhe die Reaktivierung des südlichen Abschnitts und vom Landkreis Karlsruhe der Wiederaufbau des nördlichen Abschnitts weiteruntersucht wird. Auf dem südlichen Streckenabschnitt ist ein 30-Minuten-Takt zwischen Karlsruhe Hauptbahnhof und Neureut/Leopoldshafen vorgesehen.

### Ausschreibung einzelner Strecken ab 2019
2015 beauftragte das Verkehrsministerium Baden-Württemberg (MVI) die AVG mit dem Weiterbetrieb der Stadtbahn Karlsruhe von Dezember 2015 bis Dezember 2022. Das vereinbarte Entgelt beträgt 9,62 €/Zkm auf Preisbasis von 2016. Das Netz umfasste seit Dezember 2016 7,9 Millionen Zugkilometer (Zkm) pro Jahr. Für die eingesetzten Fahrzeuge wurde ab Mitte 2017 ein kostenloser Internetzugang  per WLAN gefordert. Bei den Fahrten ins Murgtal wurde mindestens eine Toilette pro Zugverband verlangt. Zum Juni 2019 wurden Teile der Linien S5 (zwischen Pforzheim und Bietigheim-Bissingen) und S9 (Bruchsal–Mühlacker) mit jährlich 0,3 Millionen Zugkilometer aus dem Stadtbahnnetz herausgelöst; sie werden seitdem – nach einer Ausschreibung – als Teil der Stuttgarter Netze bedient. Auf der S9 verblieben zwei Zugpaare pro Tag bei der AVG.
Im Februar 2016 vergab auch der Landkreis Karlsruhe die von ihm bestellten Fahrten für den Zeitraum bis Dezember 2022 an die AVG. Dies sind zusätzliche Fahrten auf den Linien im Landkreis sowie die nicht vom Land ausgeschriebenen Linien S1/S11 und S2. Für 108 Mio. Euro  fährt die AVG in den sieben Jahren 3,5 Millionen Zugkilometer pro Jahr.
Die Liniengenehmigungen nach Personenbeförderungsgesetz für die Straßenbahnanteile in Karlsruhe laufen noch bis 2025.

### Umstrukturierung des Netzes ab 2022
2017 vereinbarten das Land Baden-Württemberg und die AVG eine Umstrukturierung des Stadtbahnnetzes. Hintergrund waren einerseits wettbewerbsrechtliche Vorgaben, die eine Direktvergabe der Stadtbahnleistungen an die AVG ohne vorherige Ausschreibung nur unter bestimmten Voraussetzungen erlauben, und andererseits der Wunsch des Landes, langlaufende Stadtbahnverbindungen durch komfortablere, schnellere, größere und kostengünstigere reine Eisenbahnfahrzeuge zu ersetzen. Hierzu wurde das Stadtbahnnetz umgestaltet und in zwei Teilnetze aufgespalten.
- Das Vergabenetz 7a umfasst die Verkehrsleistungen mit Zweisystemwagen. Es umfasst die Linien S4 (außer Eilzüge und Sprinter), S5 (nur Wörth–Pforzheim), S51, S52, S6, S7 (nur Karlsruhe–Baden-Baden) und S8 (nur Karlsruhe–Forbach). Vergabenetz 7a ab 2022 wurde 2019 direkt an die AVG vergeben.[40]
- Zum Vergabenetz 7b gehören die Leistungen mit reinen Eisenbahnfahrzeugen: Die Eilzüge der Linie S4 zwischen Karlsruhe Hauptbahnhof und Heilbronn Hauptbahnhof, eine neu zu schaffende stündliche Verbindung Karlsruhe–Rastatt–Achern(–Kehl) (bisher S71), eine stündliche Eilzugverbindung Karlsruhe–Rastatt–Freudenstadt (bisher S81), weitere Züge zwischen Karlsruhe, Rastatt und Forbach sowie zwischen Freudenstadt und Herrenberg (bisher S8 und S81). Die Leistungen wurden im Dezember 2017 vom Verkehrsministerium Baden-Württemberg ausgeschrieben;[41] dabei durfte sich die AVG aus wettbewerbsrechtlichen Gründen (EU-Verordnung Nr. 1370/2007) nicht beteiligen.[42][43] Im September 2019 wurde die Vergabeentscheidung zugunsten der DB Regio bekannt gegeben.[44]

Die Heilbronner Linien S41 und S42 gehören dem Vergabenetz 7c an und sind von den Änderungen nicht betroffen. Die Linien S1, S11 und S2 sind von den Änderungen ebenfalls nicht betroffen, da die Leistungen auf diesen Linien ausschließlich von kommunaler Seite finanziert werden.
Durch die Umstrukturierung entfällt etwa ein Viertel der bisher mit Zweisystem-Stadtbahnwagen erbrachten Leistungen zugunsten von Fahrten mit reinen Eisenbahnfahrzeugen. Die Karlsruher Innenstadt wird zukünftig von den Fahrten im Vergabenetz 7b nicht mehr angefahren werden können.